# Каміль Піссарро
Камі́ль Піссарро́  (фр. Jacób Abrahám Camílle Pissarró; 10 липня 1830 — 12 листопада 1903) — французький художник єврейського походження, представник імпресіонізму. Малював пейзажі, натюрморти, іноді побутові картини і портрети.

## Біографія
Народився на острові Сент-Томас, що поблизу Америки. Первинне художнє навчання здобув ще на Сент-Томасі у Фріца Мельбі. До 12 років жив із батьками, потім перебрався до Парижа. Як і всі молоді люди, шукав свого місця у світі, переїздив на Сент-Томас й навіть до Венесуели.
Від 1855 року постійно мешкав у Франції. У 1855–1861 роках навчався в Академії Сюіса в Парижі. Серед учнів Сюїса в той час був Каміль Коро. На художню манеру вплинули картини Франсуа Мілле, Клода Моне. У період франко-пруської війни разом із Клодом Моне перебрався до Лондона, тому що захищати інтереси Франції не хотів.
У Паризькому Салоні виставлявся з 1859 року. Серед імпресіоністів був найстарішим за віком, але вельми обдарованим майстром. Піссарро надав великий та сильний вплив на імпресіоністів, самостійно розробивши багато принципів, що лягли в основу їх стилю живопису. Він дружив із такими художниками, як Едґар Деґа, Поль Сезанн і Поль Гоген. Піссарро — єдиний учасник всіх 8 виставок імпресіоністів.
Мав велику сім'ю. П'ять його синів зокрема Люсьєн, Фелікс, Людовік теж стали художниками.

## Автопортрети
Чудовий пейзажист Каміль Піссарро був невдалим портретистом. Він мало брався за створення портретів, хоча намалював і декілька автопортретів, що непогано передали тільки його зовнішність. Людська психологія йому мало вдавалась. Значно повніше особу небагатого художника з великою родиною передав малюнок художника Фелікса Валлотона. Фінансовий стан художника трохи поліпшився після продажу декількох картин Піссарро в США ще за життя митця. Але Франція втратила багато видатних творів художника, що були вивезені в Британію, США, Російську імперію.

## Неповний перелік картин. Ранішні твори
- Дві жінки біля моря, 1856, Вашингтон.
- У Монморансі, 1859, д'Орсе
- Ля Варен де Сен Хілар, 1863, Будапешт.
- Дорога, 1864, Нью-Йорк.
- Береги річки Марна, 1864.
- Пагорби Понтуаза, 1867, Метрополітен-музей
- Ермітаж у Понтуазі, 1867.
- Шлях у Понтуазі, 1868, Відень
- Лувенсьєн, шлях на Версаль, 1869, Художній музей Волтерс, Балтимор, США
- Каштанові дерева в Лувенсьєні, 1870, д'Орсе
- Лувенсьєн, дорога на Версаль, 1870, Цюрих
- Поштовий діліжанс у Лувенсьєні, 1870, д'Орсе
- Шлях, 1870, д'Орсе
- Шлях на Версаль, Музей ван Гога, Амстердам.
- Старий міст Челсі, 1871
- Біля пагорба Сіденхем, Лондон, 1871, Кембел Арт Мьюзеум, Техас
- Натюрморт з яблуками, молочником і чаркою, 1872, Метрополітен-музей
- Фруктовий сад, 1872, Вашингтон
- Село Вуазен, 1872, д'Орсе
- Сніг у Лувенсьєні, 1872, приватна збірка
- Лувенсьєн, дорога, 1872, д'Орсе
- Пральня в Понтуазі, 1872, д'Орсе
- Каштанові дерева в Осні, 1873
- Автопортрет, 1873, д'Орсе
- Зимовий краєвид, 1873, Токіо
- Міст у Понтуазі, 1873

## Імпресіонізм
- Селянка з візком у пейзажі, 1874, Стокгольм
- Понтуаз, краєвид, 1874, Вінтертур
- Портрет Сезанна, 1874, Лондон
- Понтуаз, маленький місток, 1875, Мангейм
- Пейзаж з великими деревами, 1875, Копенгаген
- Березневе сонце, 1875, Бремен
- Човни. Понтуаз, 1876, Метрополітен-музей
- Жнива, 1876, д'Орсе
- Червоні дахи, 1877, д'Орсе
- Фруктовий сад, весна, 1877, д'Орсе
- Поштовий диліжанс в Еннері, 1877, д'Орсе
- Понтуаз, приватний садок, 1877
- Понтуаз, веселка над полем, 1877, Отерло, Крьоллер Мюллер, Голландія
- Сад потопає у квітах, 1877
- Гай біля Понтуаза, 1878, Метрополітен-музей
- Понтуаз, похмурий день, 1878, д'Орсе
- Збирач хмизу, 1878, д'Орсе
- Праля, 1880, Метрополітен-музей
- Примхливий Фелікс, 1881, Лондон
- Сільська дівчинка з хворостиною, 1881
- Дві селянки біля тину, 1881, Токіо
- Жнива, 1882, Токіо
- Понтуаз, залізничний міст, 1883
- Вазінкур, Прекрасна вежа, 1885, Сент Луїс, Міссурі

## Відхід від імпресіонізму
На період середини 1880-х років відчував невдоволення методою імпресіоністів з їхньою безсюжетністю і милуванням мінливостями реальності. Розпочався його відхід від технологій імпресіонізму. У 1885 році він познайомився з Полем Сіньяком та Жоржем Сьора. Обидва спирались на реналітничну методу, але суху і помітно наукову, методу створення зображень малими мазками як у мозаїках. Засіб отримав назву пуантилізм. Засіб не настільки відрізнявся від технологій імпресіонізму, щоби називати його революційним чи доволі відмінним. Для Піссарро він здався цікавим і в 1885—1888 роках художник провів у його вивченні та запровадженні у власну художню практику.
- «Будинок глухої жінки та дзвіниця в Ераньї», 1886, Музей мистецтв Індіанаполіса, США
- «Селянські будинки, Ераньї», 1887, Художня галерея Нового Південного Уельсу, Сідней
- «Село Ераньї, врожай яблук», 1888, Даллас
- «Косовиця в Ераньї», 1889

## Пізні твори
- Лондон, Гайд Парк, 1890
- Париж, пляс дю Гавр, 1893, Художній інститут Чикаго
- Схід сонця в лютому, 1893, Отерло, Крьоллер Мюллер, Голландія
- Ераньї, заквітчане дерево сливи,1894,
- Міст у Руані. Дощовий день,1896, Художня галерея Онтаріо, Торонто
- Бульвар Монмартр, Париж, Ермітаж, Петербург
- Бульвар Монмартр,1897, Єрусалим, музей Ізраїля
- Руан, вулиця Епісері, 1898,приватна збірка
- Руан, вулиця Епісері. Ефект сонячного освітлення, 1898, Метрополітен-музей
- Автопортрет в береті, 1898, Нью-Йорк
- Краєвид у Руані, 1898, Гонолулу
- Сад Тюїльрі взимку,1899, Метрополітен-музей
- Натовп у саду Тюїльрі взимку, 1899, МЕТ
- Селянки ворошать сіно, 1901, Онтаріо, Оттава.
- Лувр. Ранок, 1901, Сент Луїс, Міссурі
- Лувр. Ранок, зимове сонце,1901, Гонолулу
- Понт Неф (Новий міст у Парижі), 1902, Будапешт
- Автопортрет в окулярах, 1903,Лондон

## Картини без позначки року
- «Панорама Лувенсьєна», Лондон
- «Корова на пасовиську», музей д'Орсе
- «Пагорби Понтуаза»
- «Норвуд»
- «Ваза з квітами», Амстердам
- «Обмолот зерна машиною»
- «Провінційний вокзал»
- «Площа Французького театру»
- «Жінка в зеленій хустині»
- «Базар на пласа Майор», Каракас.

## Портрети

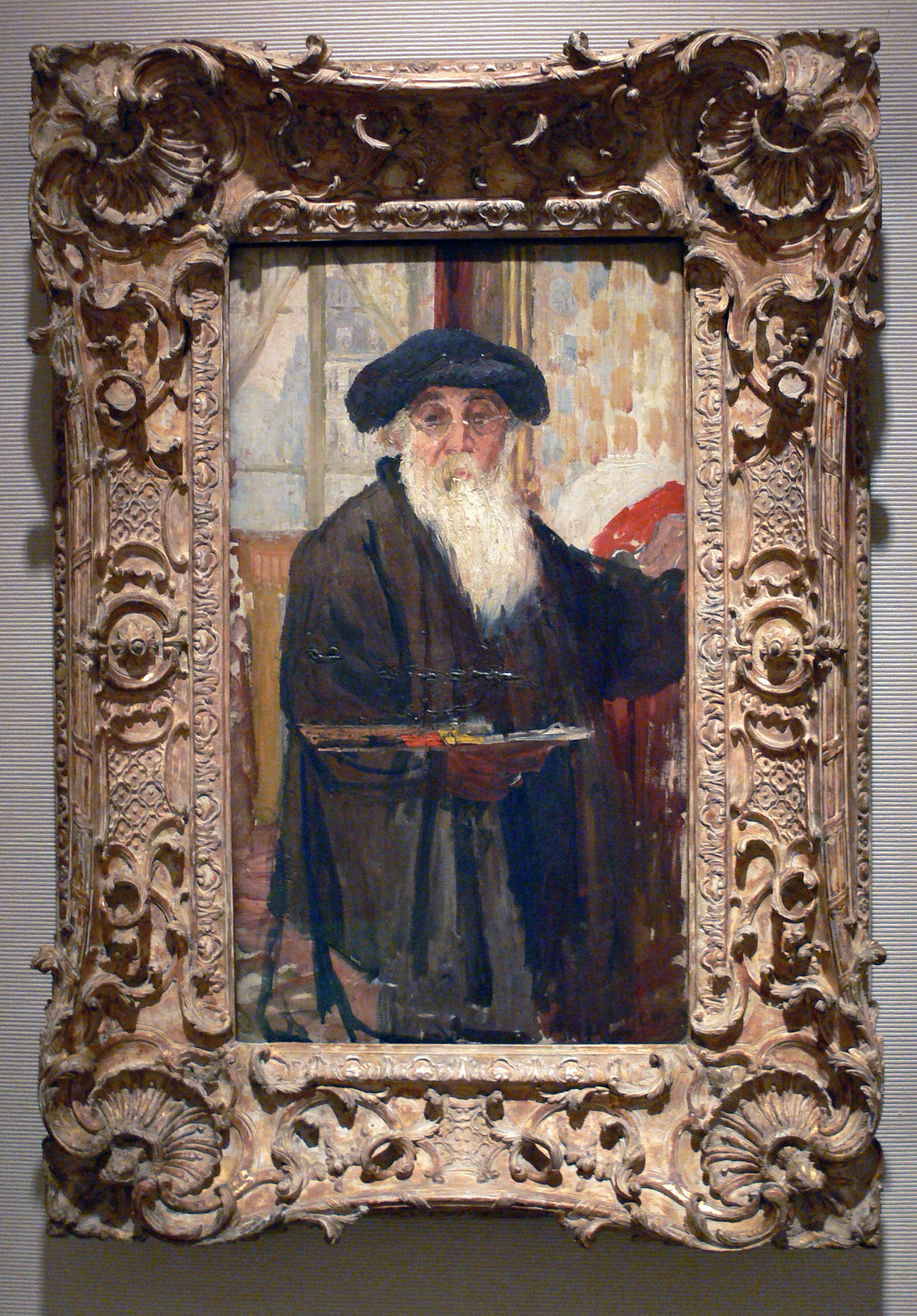
Самопортрет, 1898, Музей мистецтв, Даллас, Техас, США
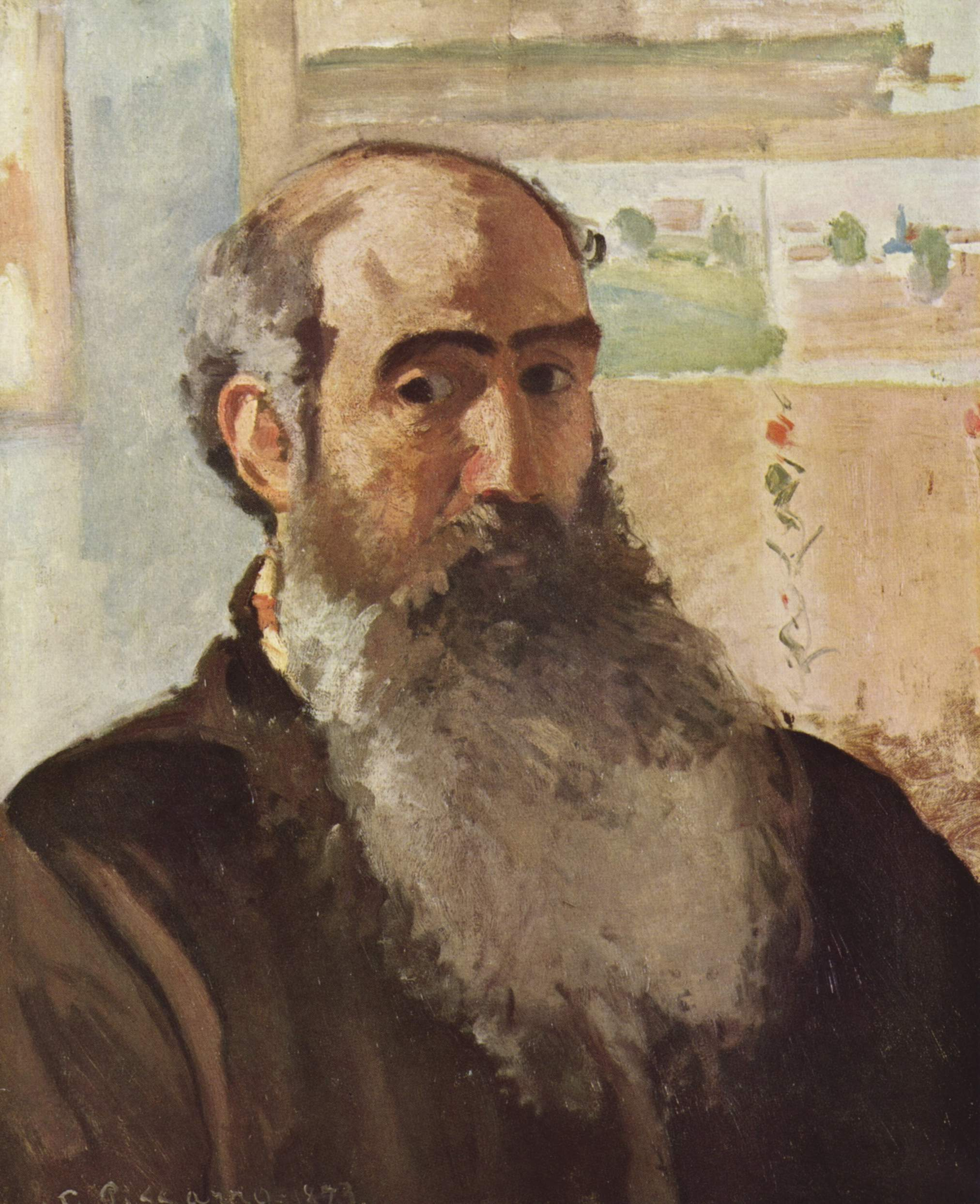
«Самопортрет»
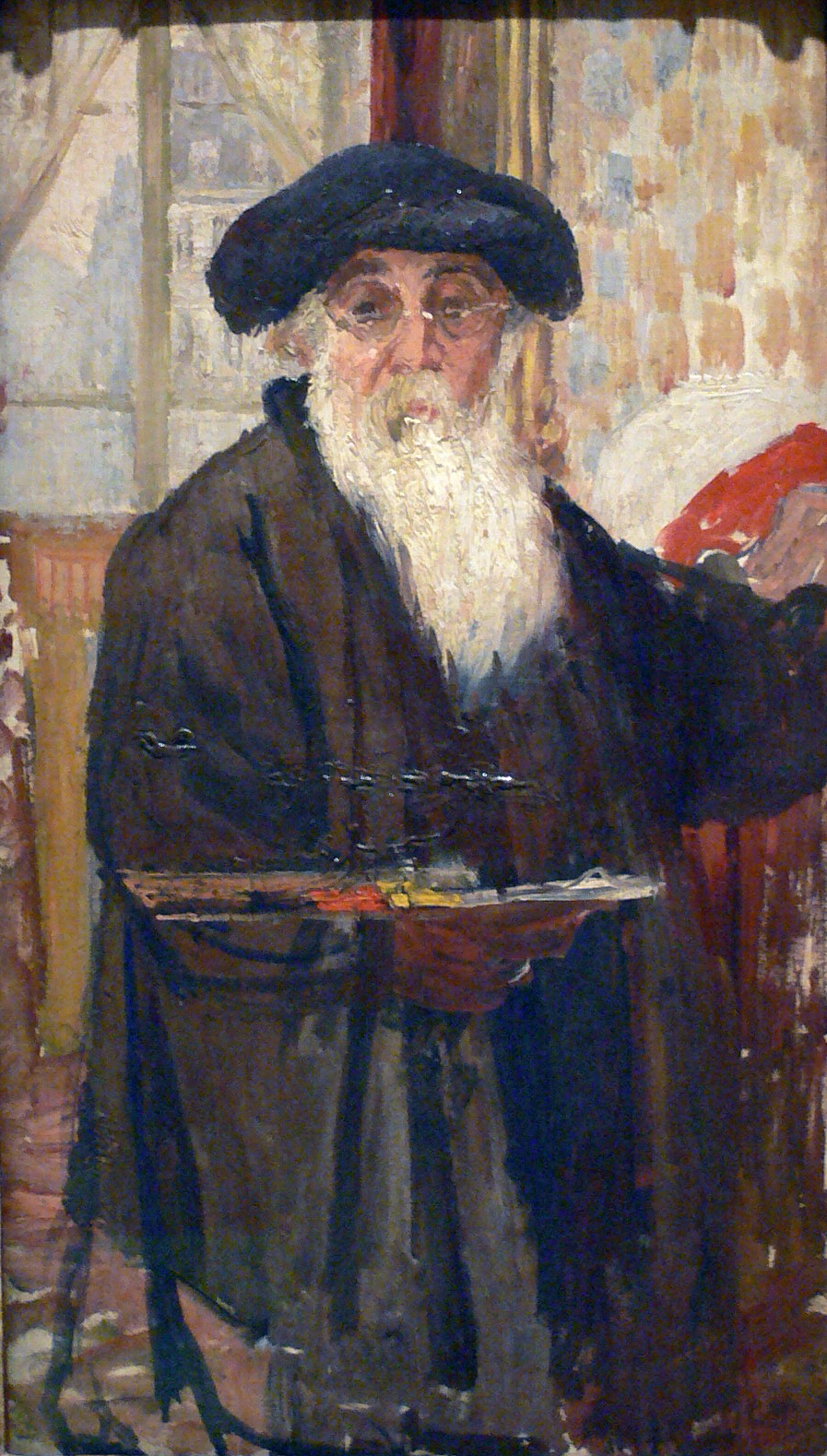
«Самопортрет»
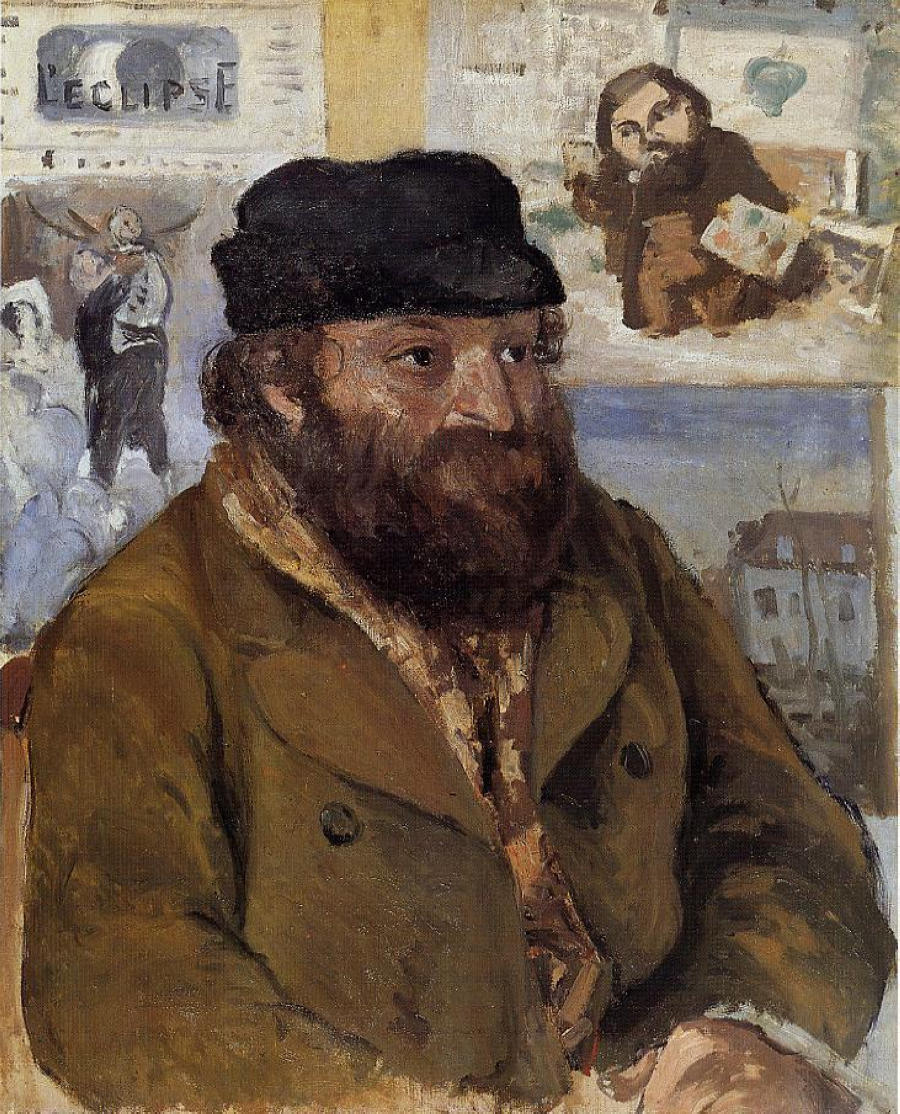
«Портрет Поля Сезанна»
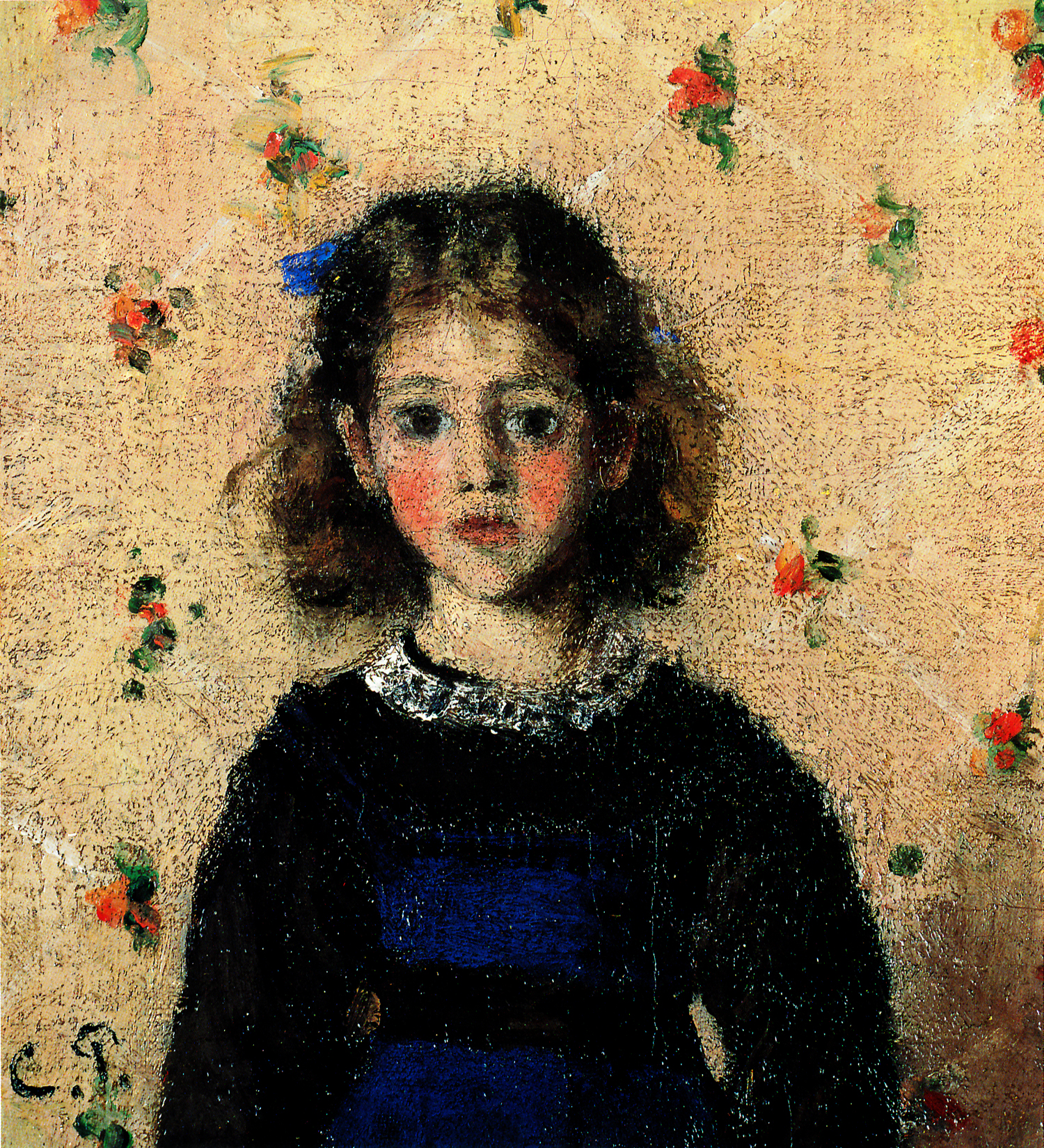
«Портрет Жанни Піссарро»

## Краєвиди

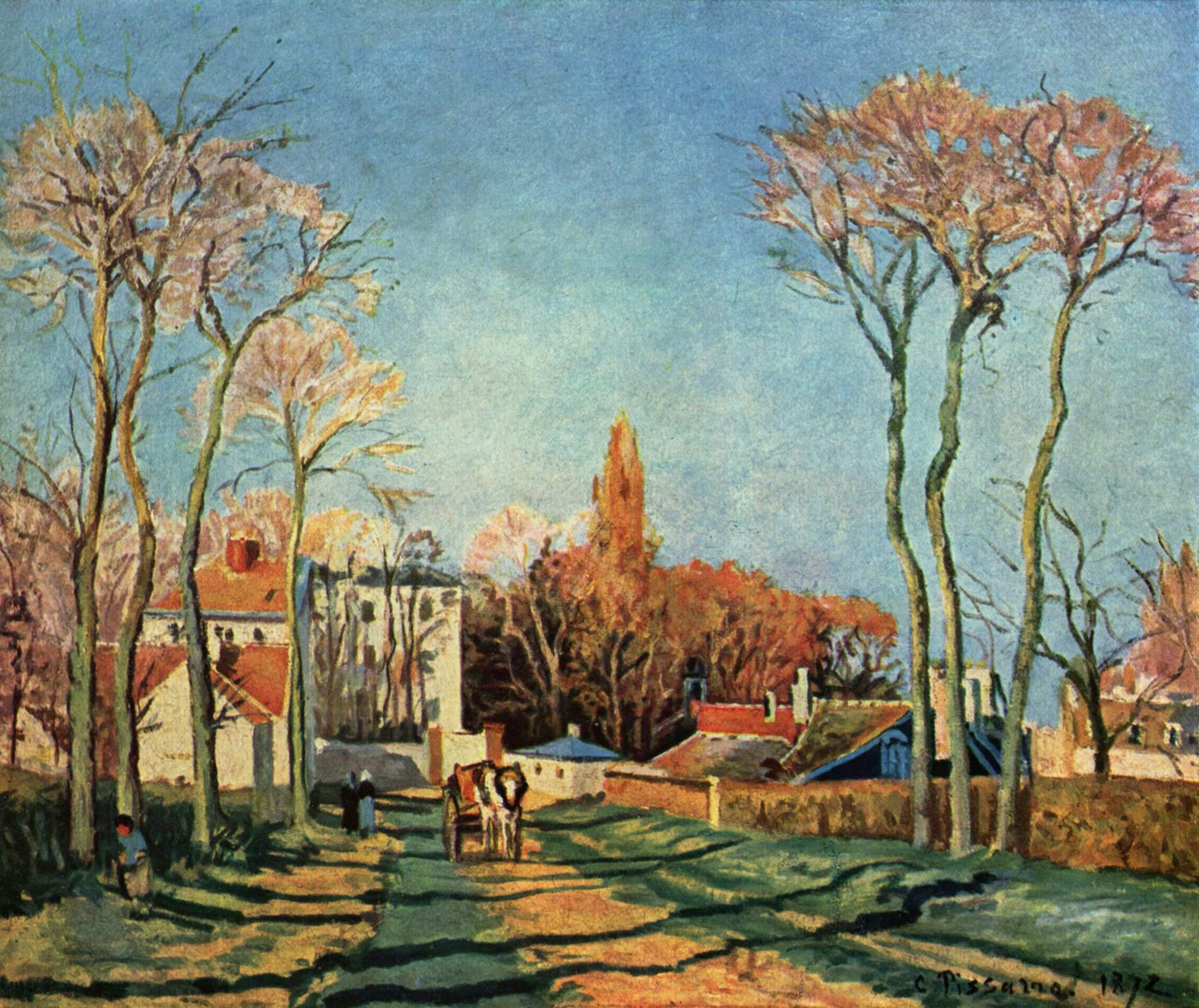
«Село Вуазен», Музей д'Орсе, 1872, Париж
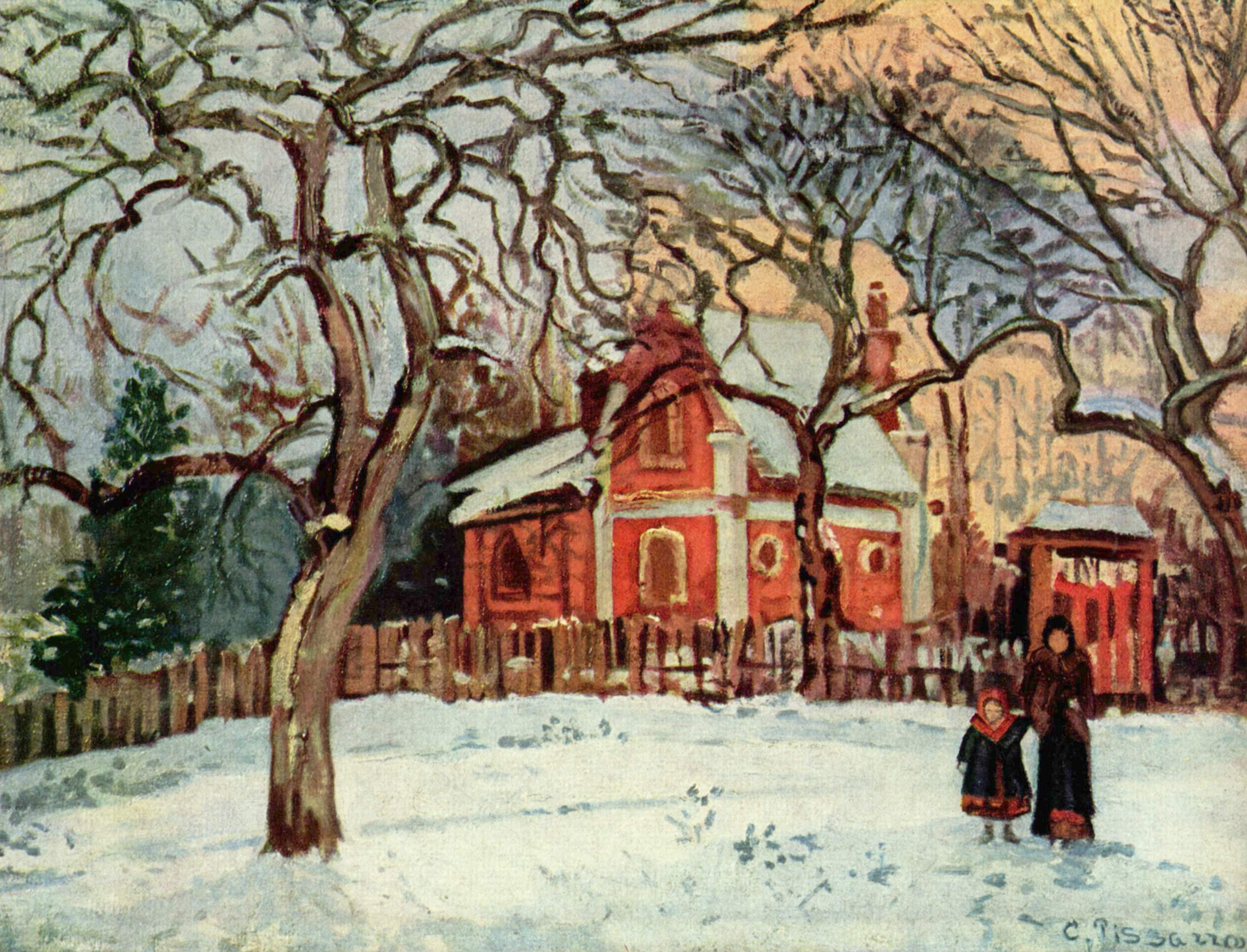
Каштани в Лувесьєні, близько 1870, Париж, Музей д'Орсе
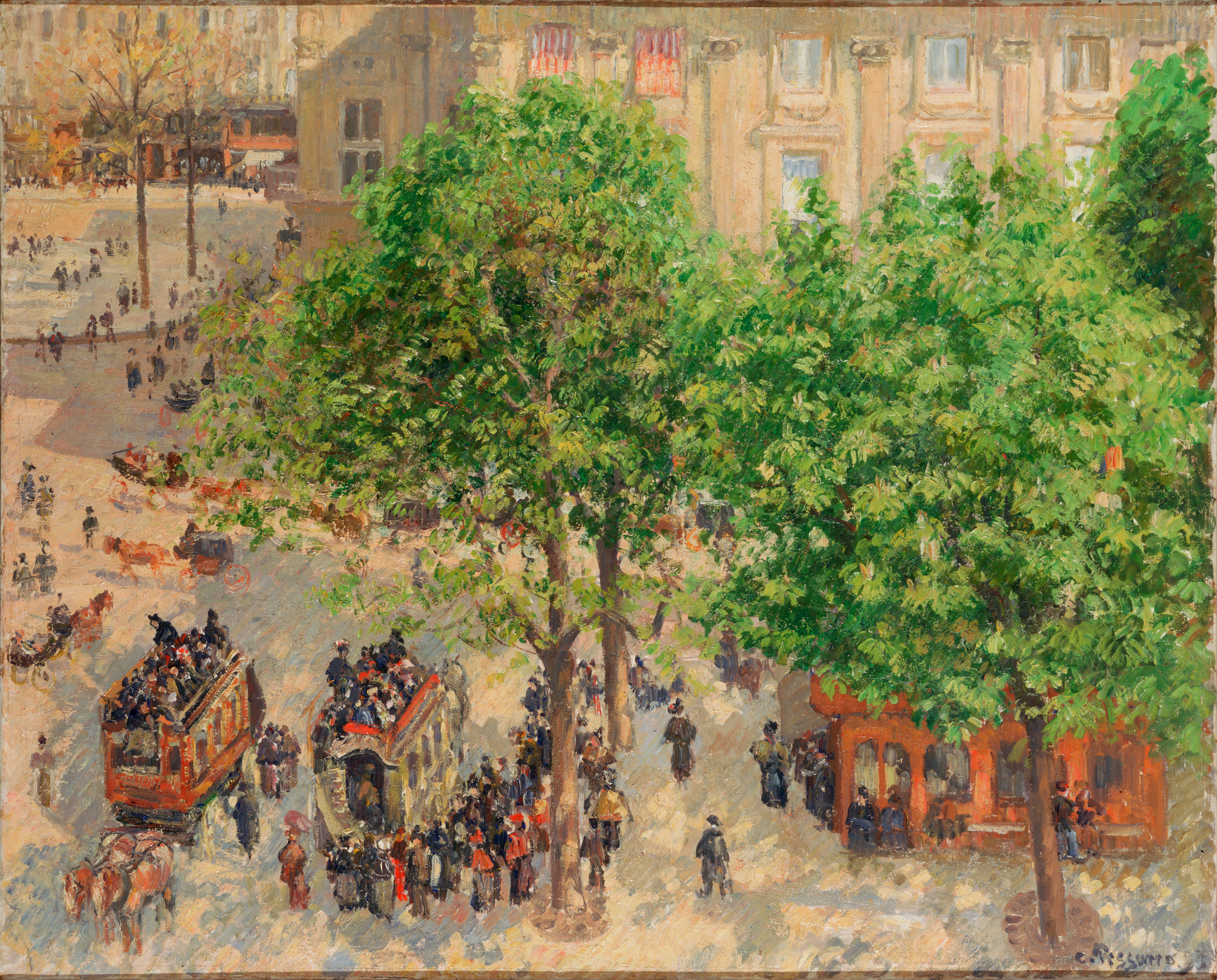
«Париж. Площа Французького театру».
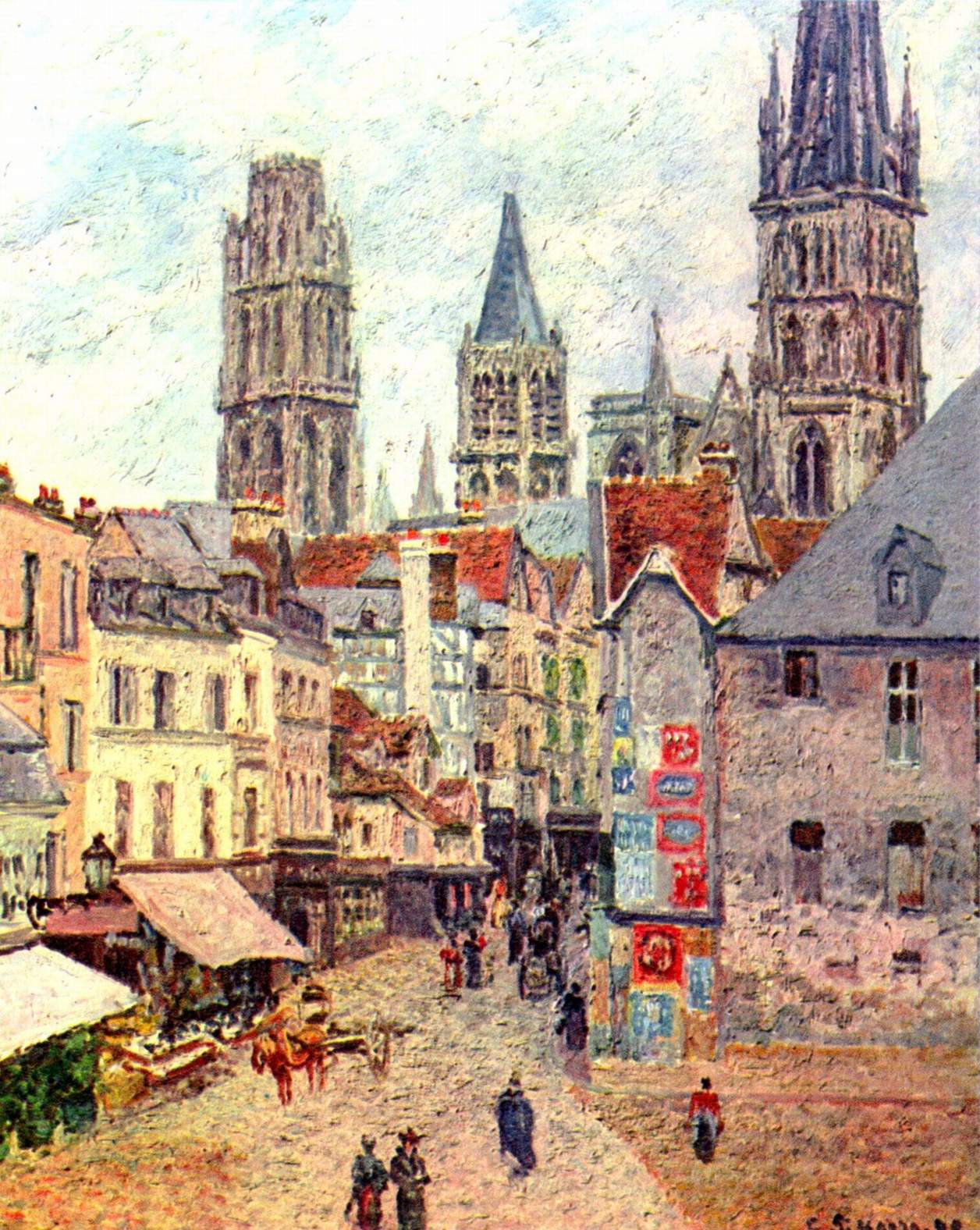
Вулиця Епісері, Руан, 1898, Норман (Оклахома), Музей мистецтв Фреда Джонса Молодшого
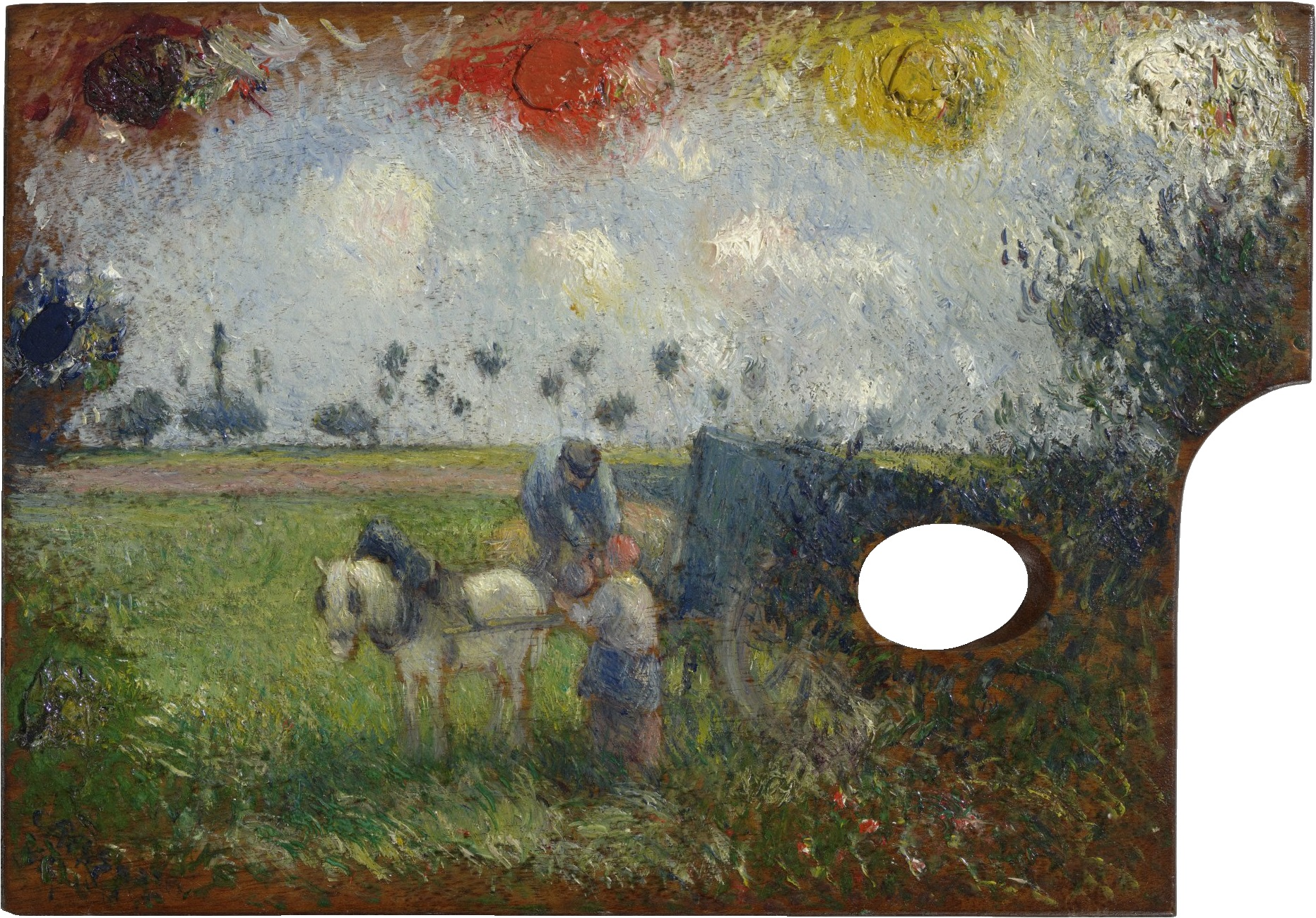
Краєвид на палітрі художника
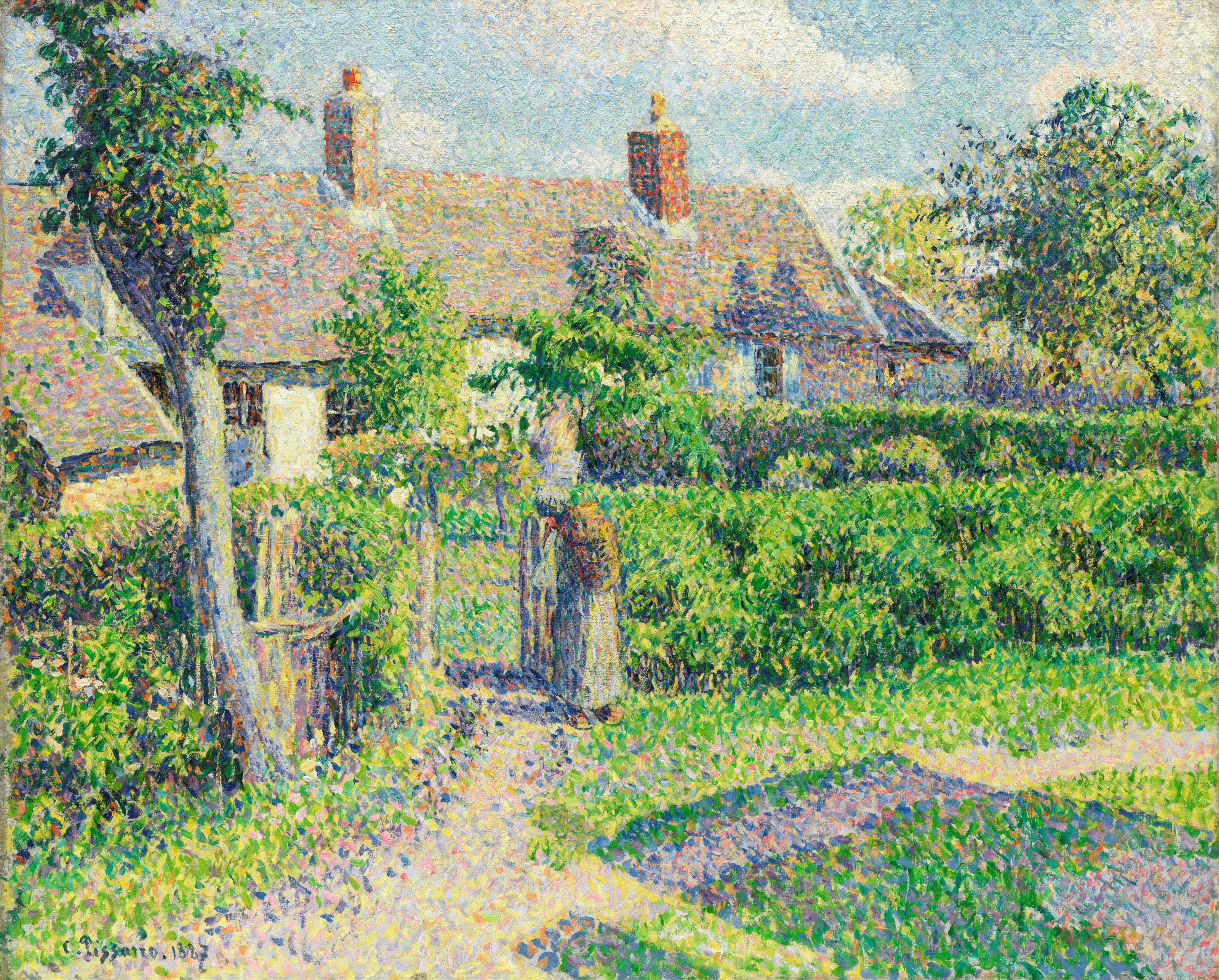
«Селянські будинки, Ераньї», 1887
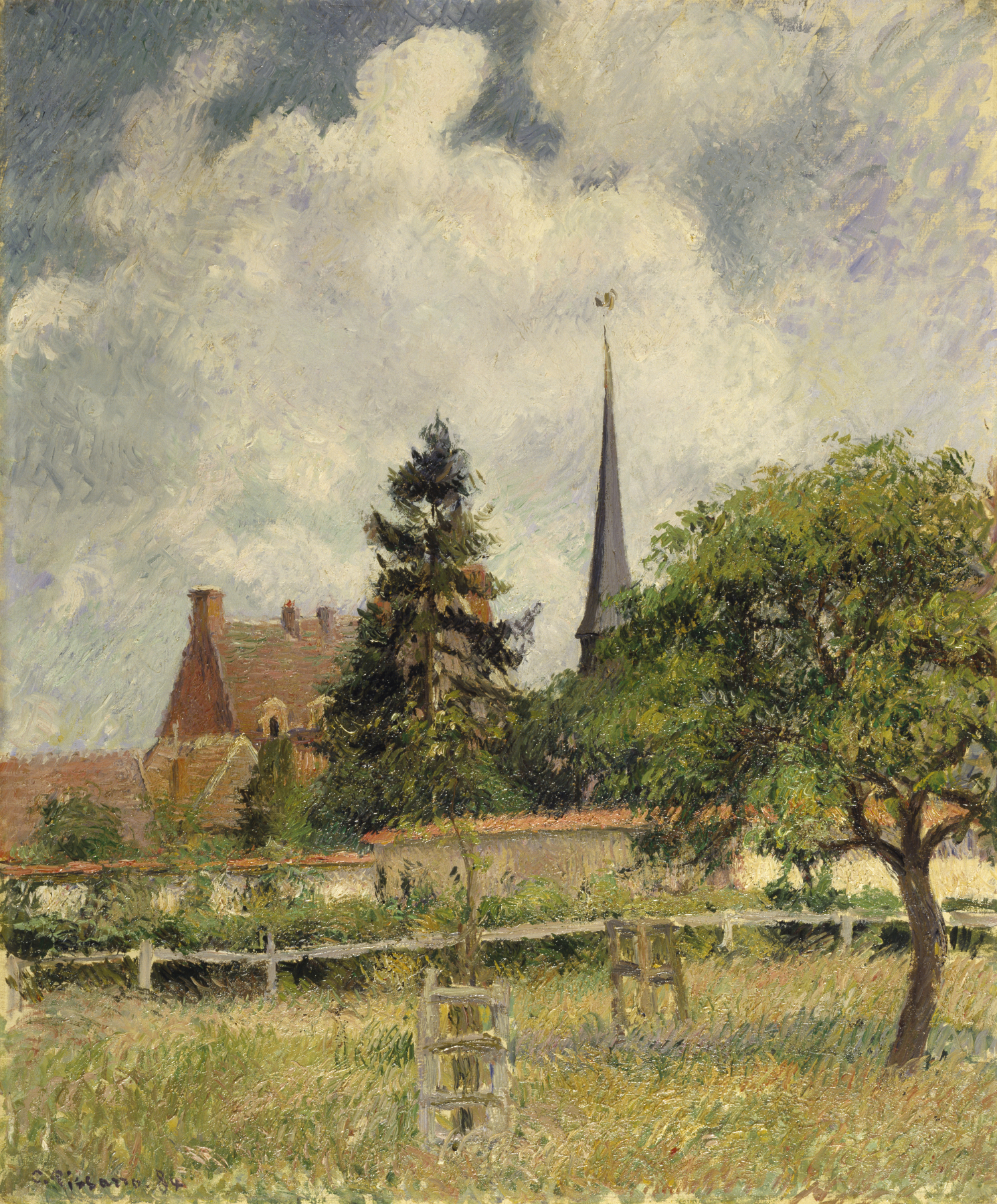
«Церква в Ераньї», 1884, Художній музей Волтерс, США
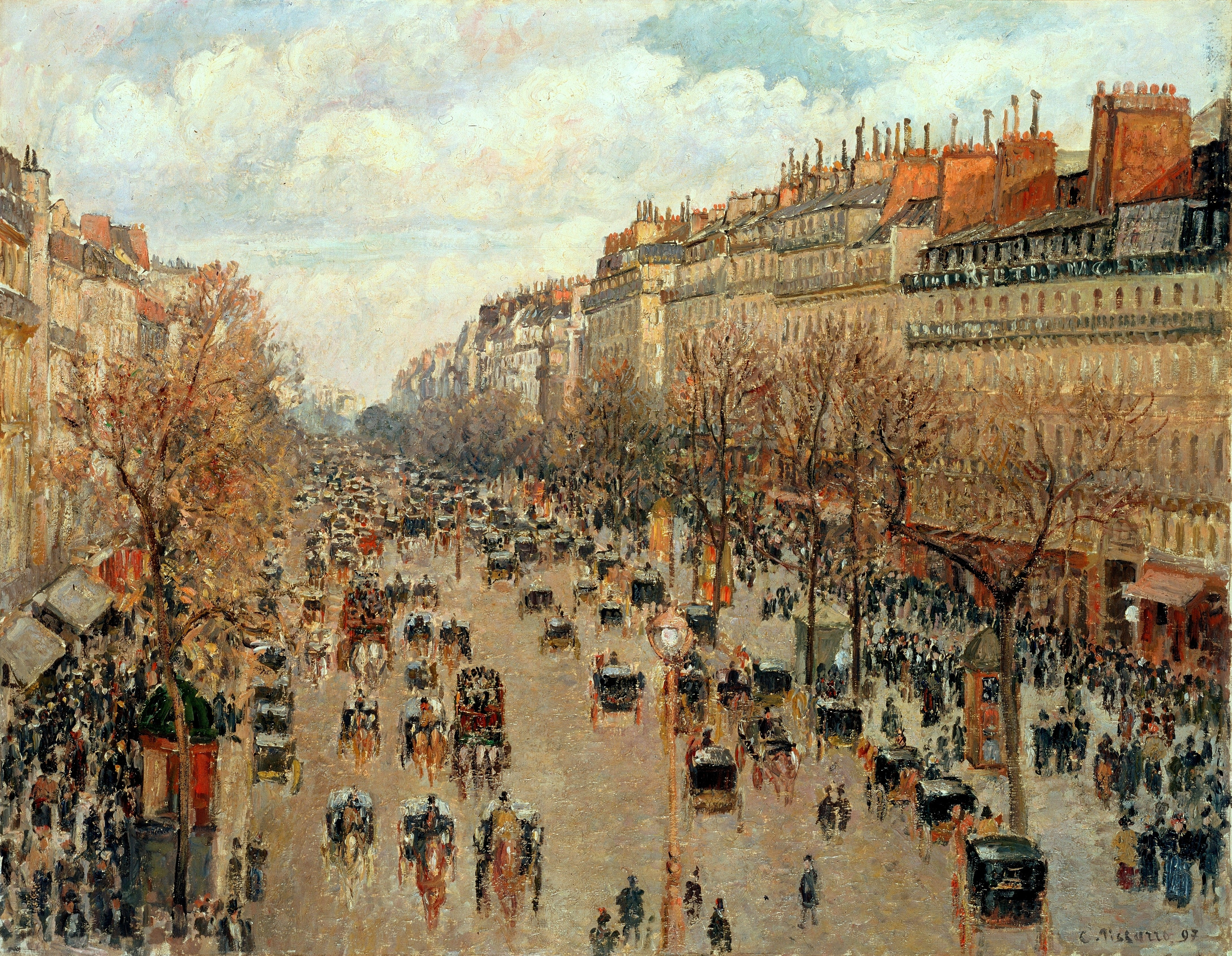
«Бульвар Монмартр. Після опівдні, сонячно», 1897, Ермітаж
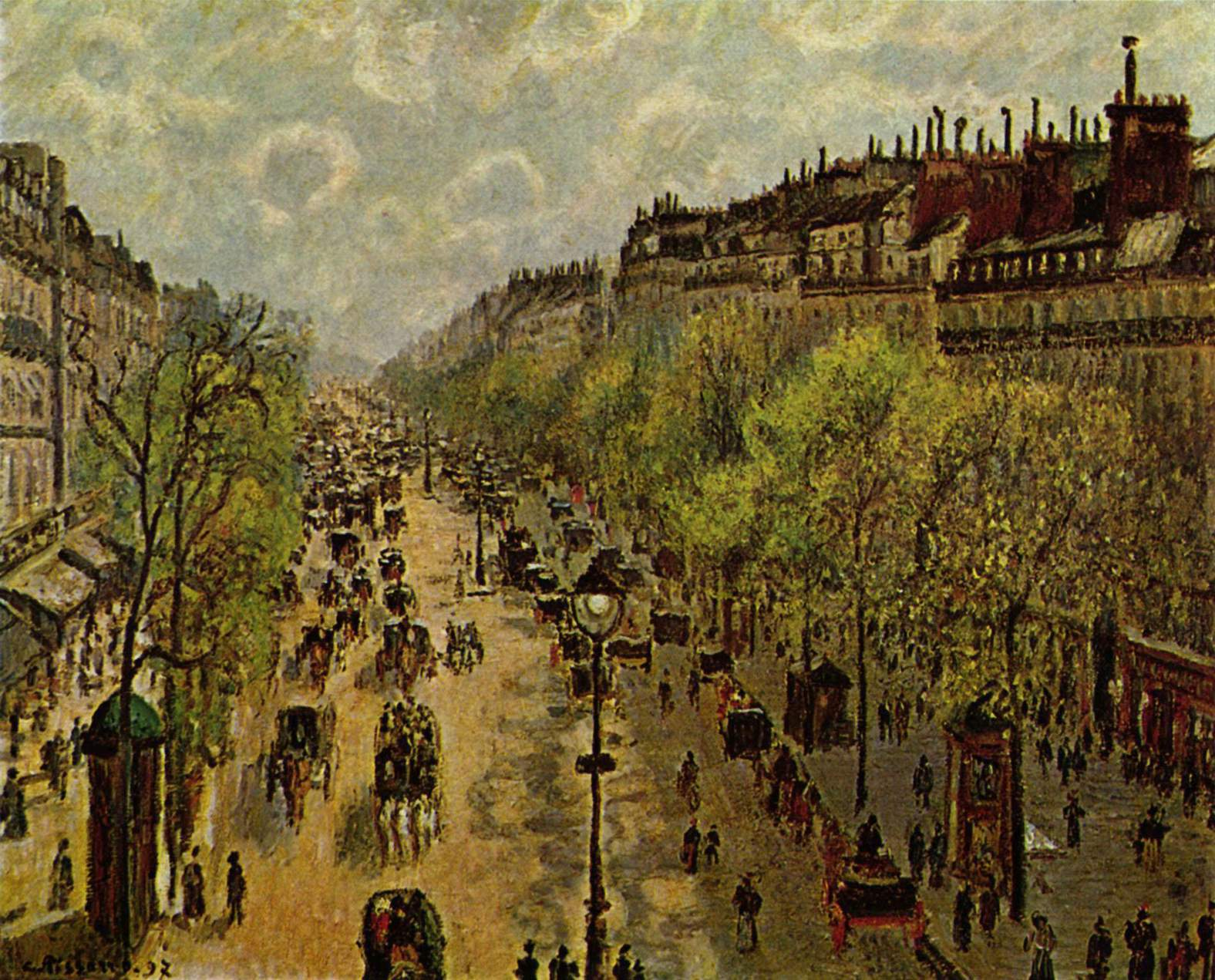
Бульвар Монмартр весною, 1897, Єрусалим, Ізраїльський музей
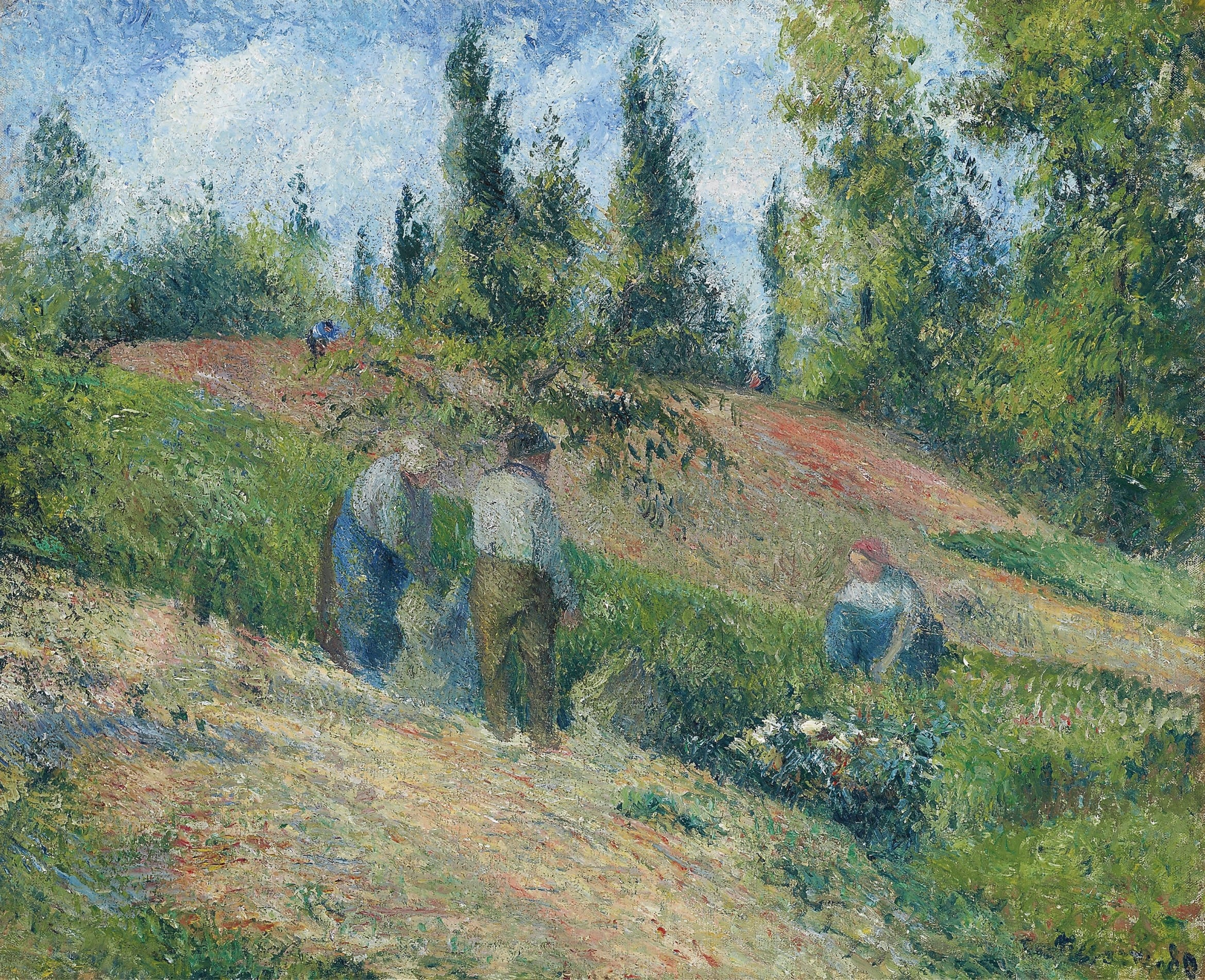
Врожай, Понтуаз, 1880, приватна колекція
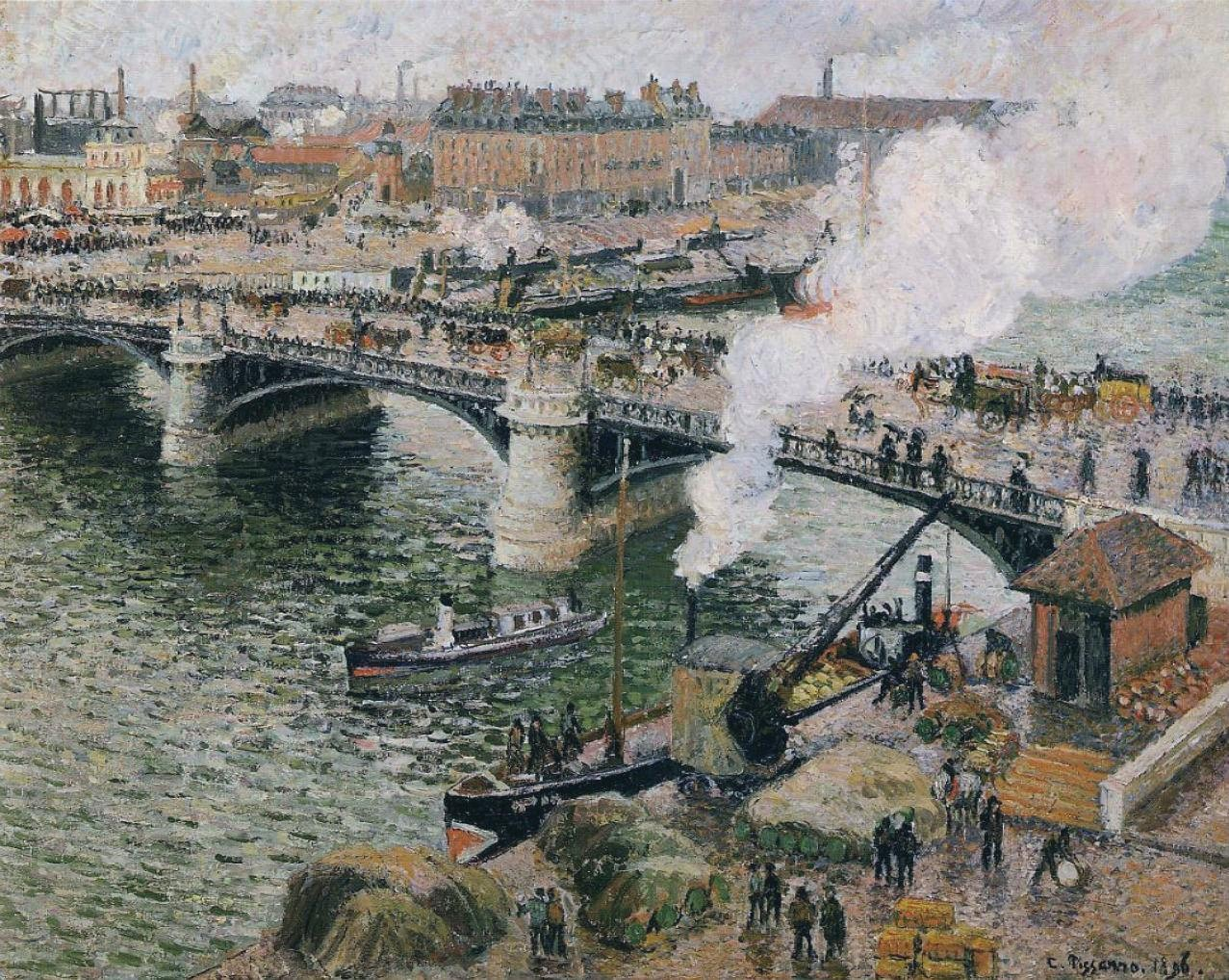
Міст у Руані. Дощовий день
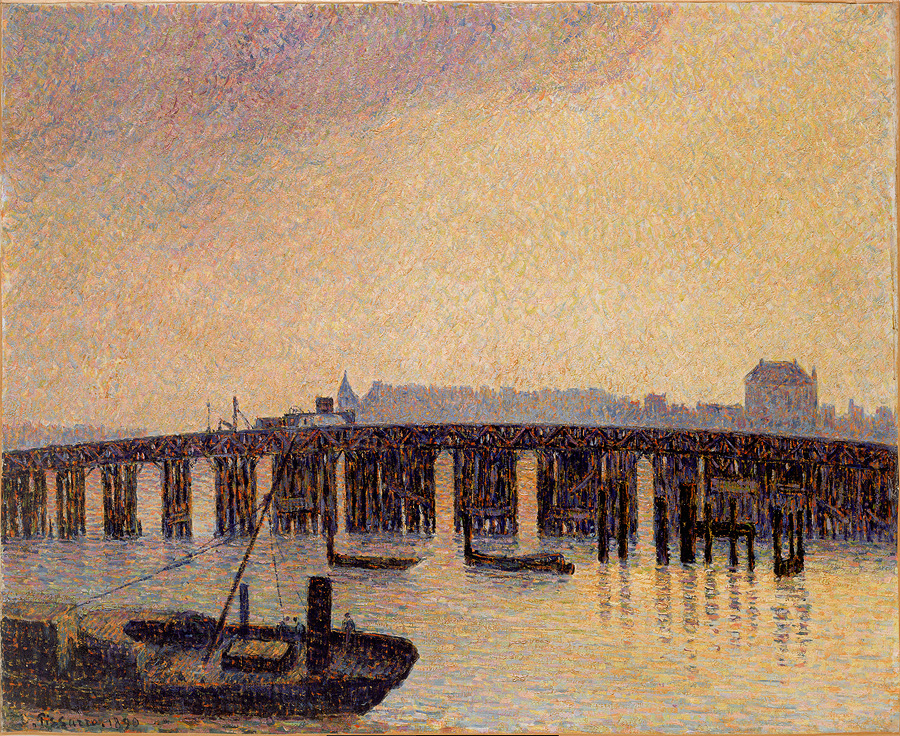
Старий міст Челсі
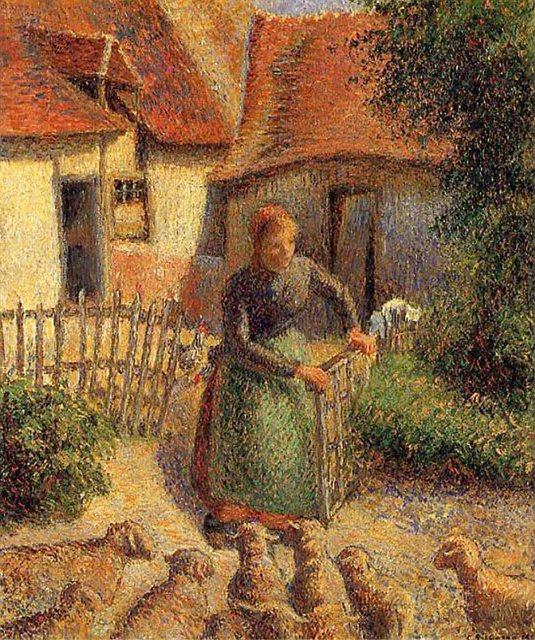
Пастушка. Зазивання овець, 1886, Норман (Оклахома), Музей мистецтв Фреда Джонса Молодшого
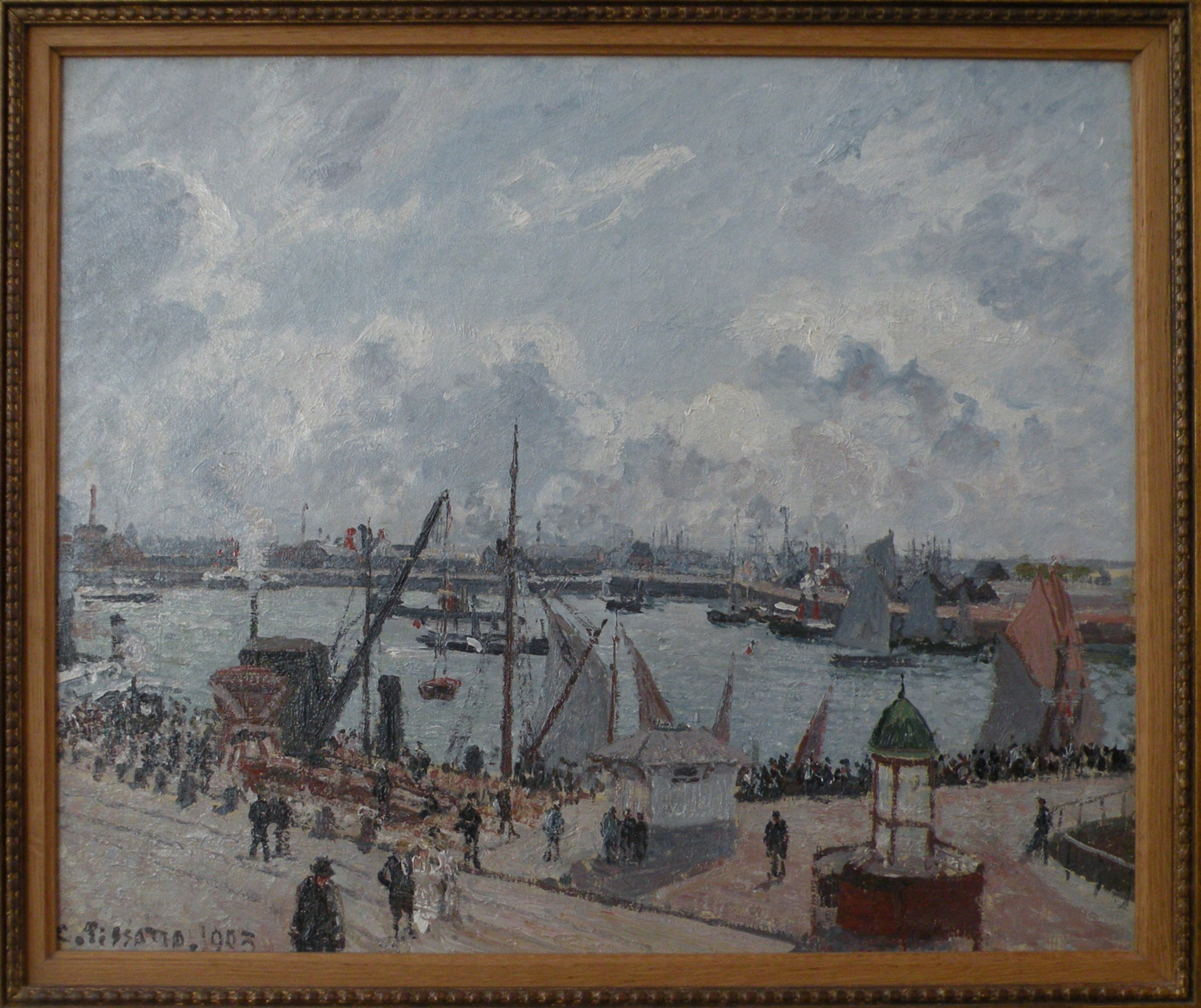
Внутрішня гавань Гавра - Сонце з ранку, почався приплив, 1902, Гавр, Музей сучасного мистецтва Андре Мальро
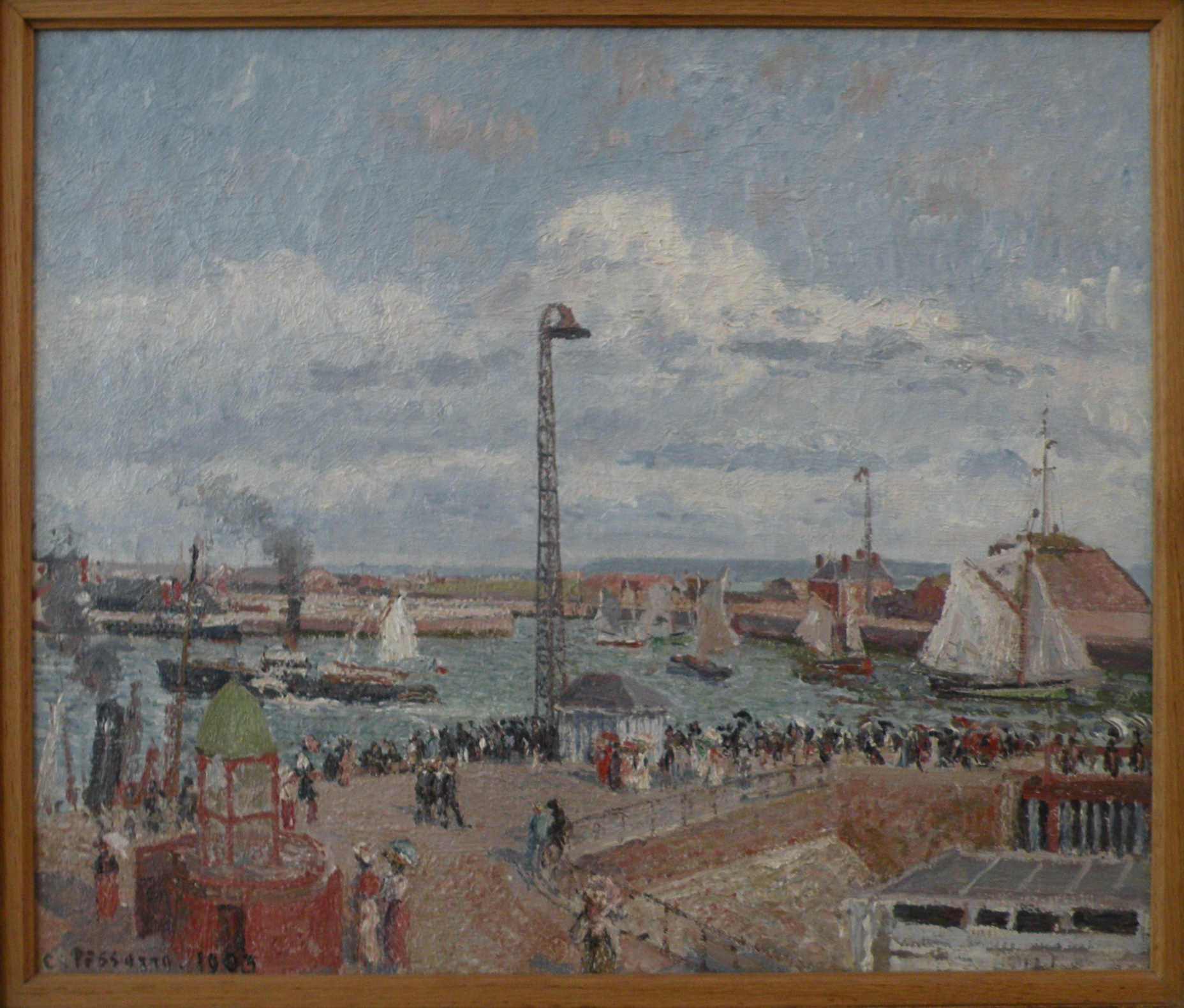
Лоцманський пірс у Гаврі, 1903, Гавр, Музей сучасного мистецтва Андре Мальро
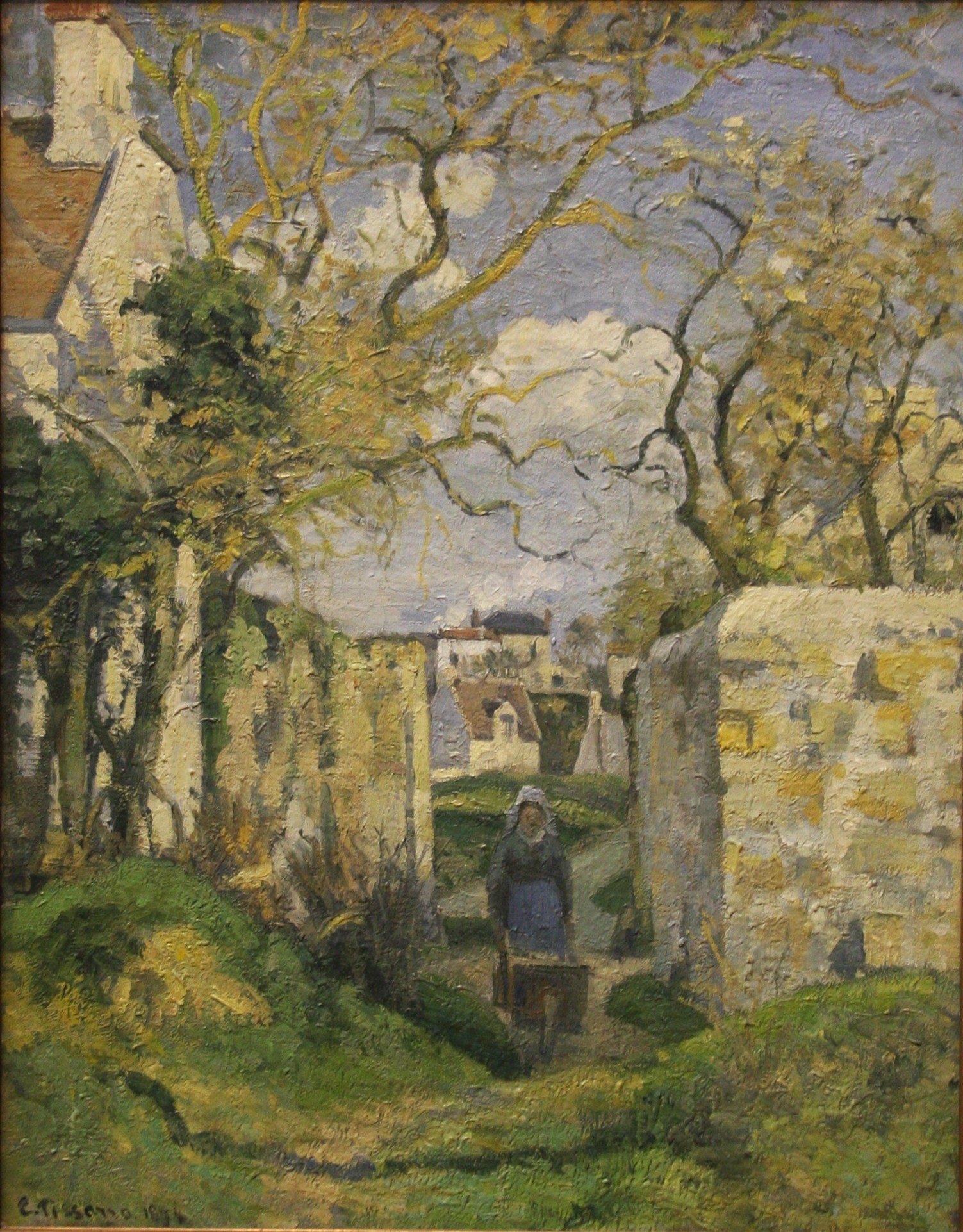
Селянка з візком, 1874 (Будинок Рондес, Понтуаз). Стокгольм, Національний музей Швеції
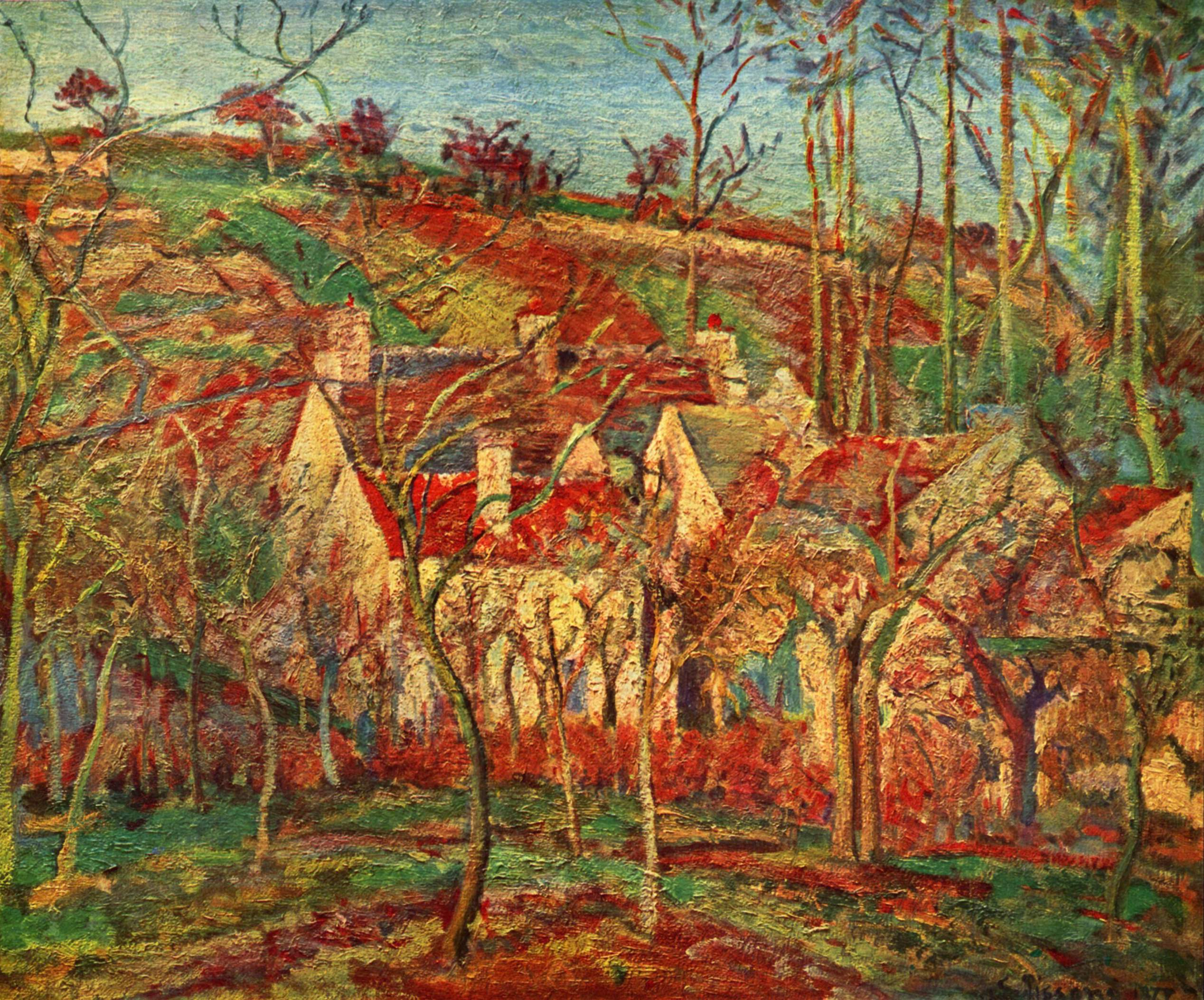
Червоні дахи в кутку села взимку, 1877 (Кот-Сен-Дені, Понтуаз). Париж, Музей д'Орсе
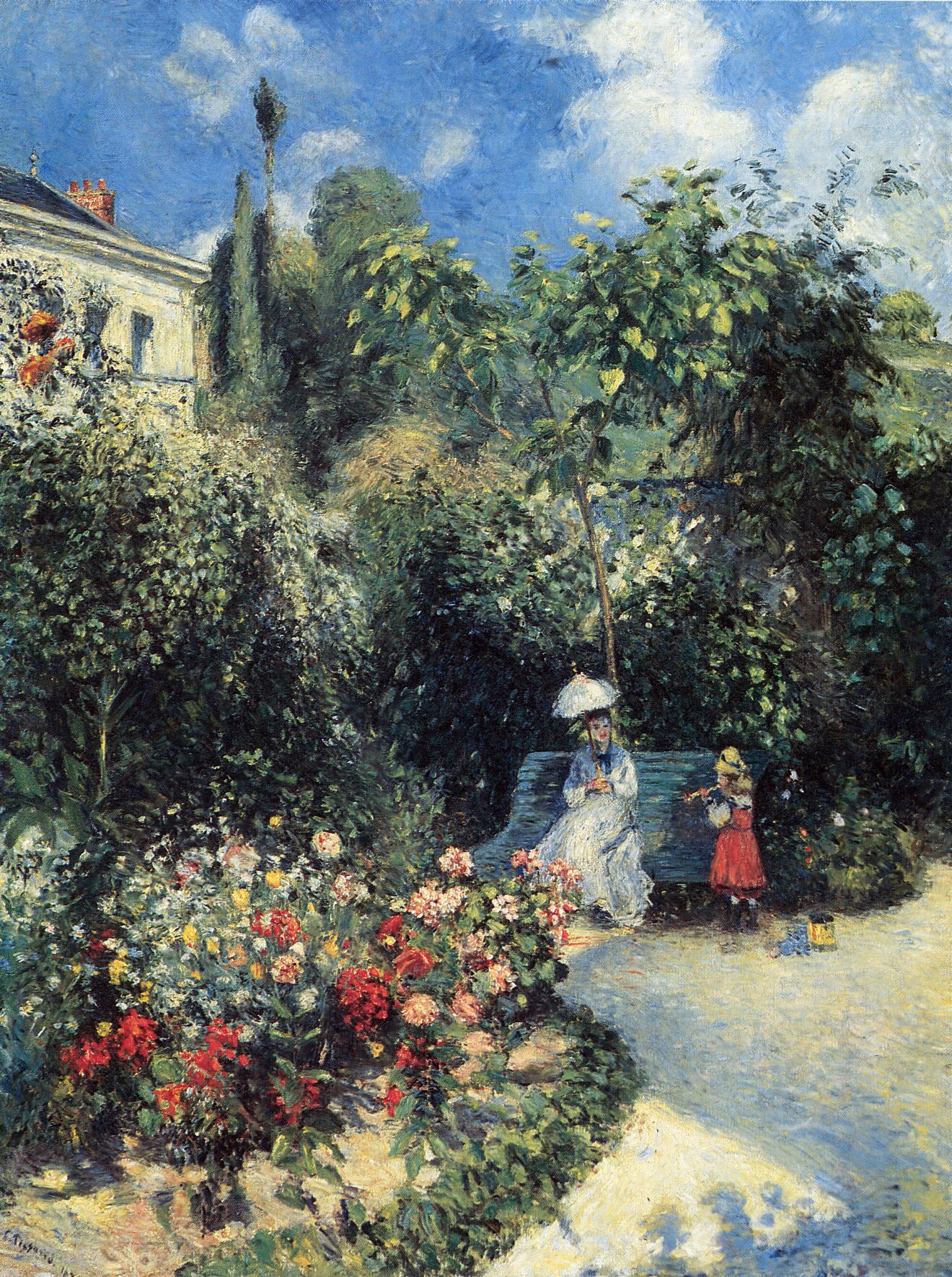
Фруктовий сад в Понтуазе, 1877, приватна колекція
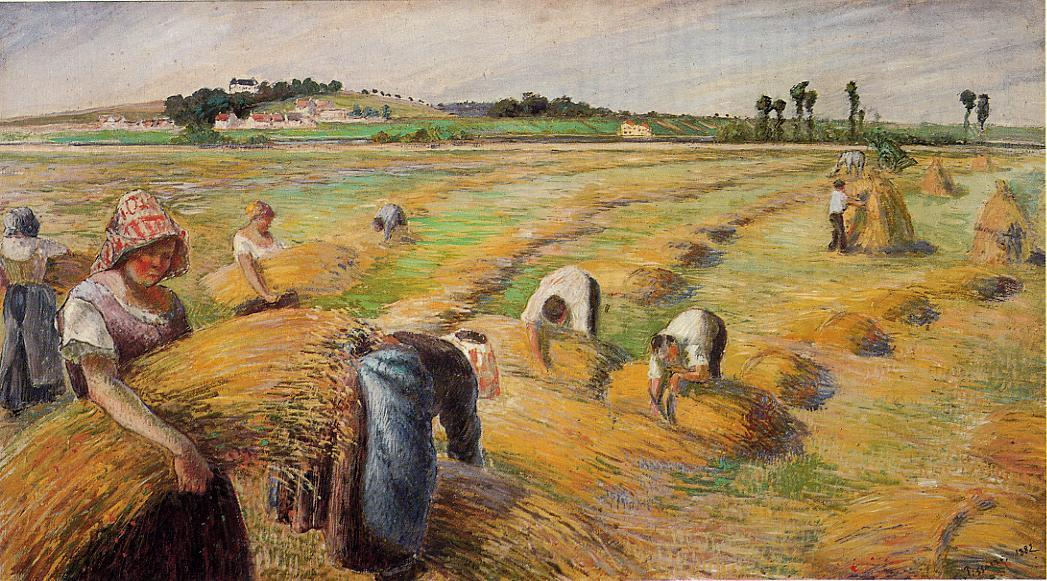
Врожай, 1882, Токіо, Художній музей Бриджстоун

## Метрополітен-музей

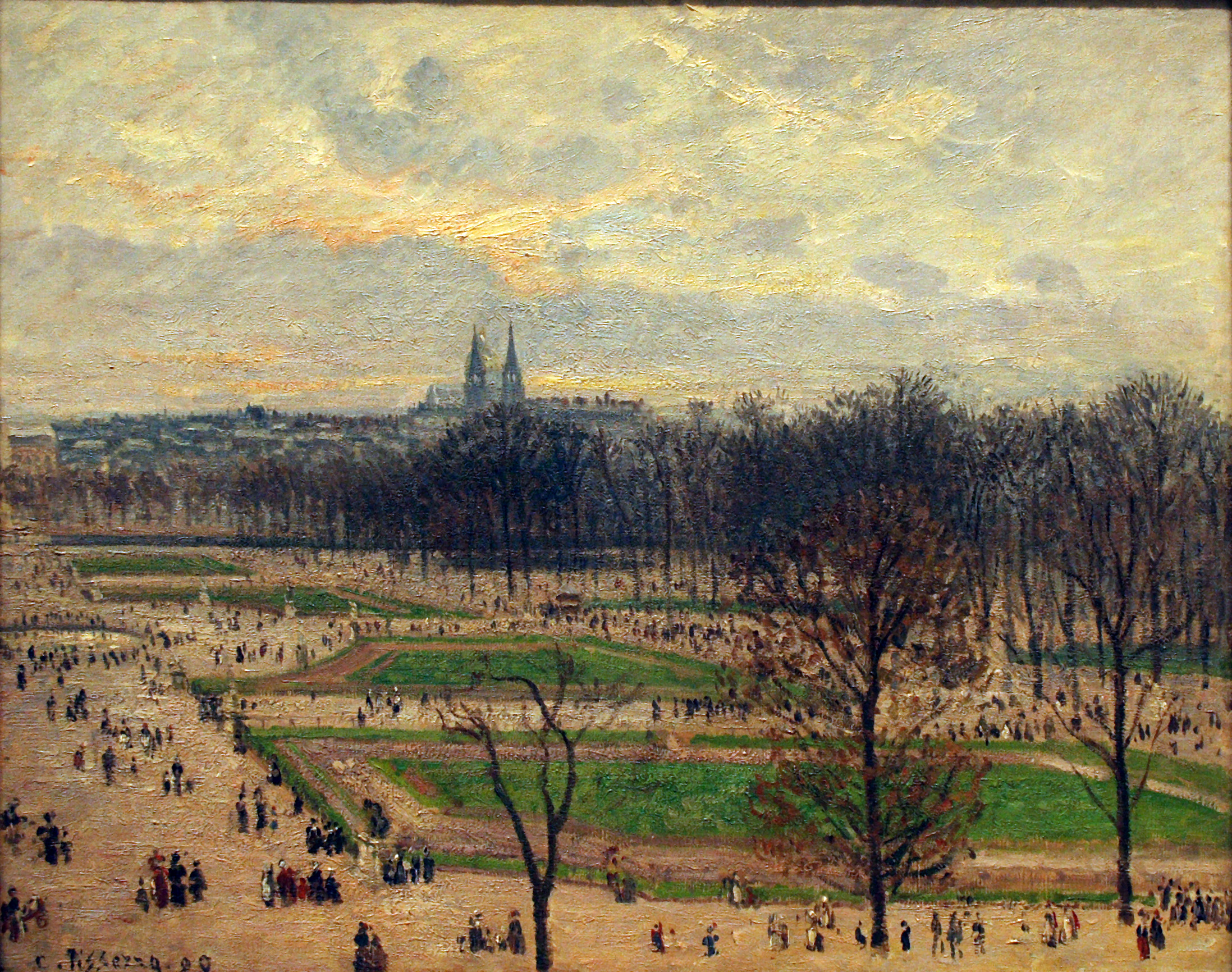
«Сад Тюїльрі взимку». Метрополітен-музей
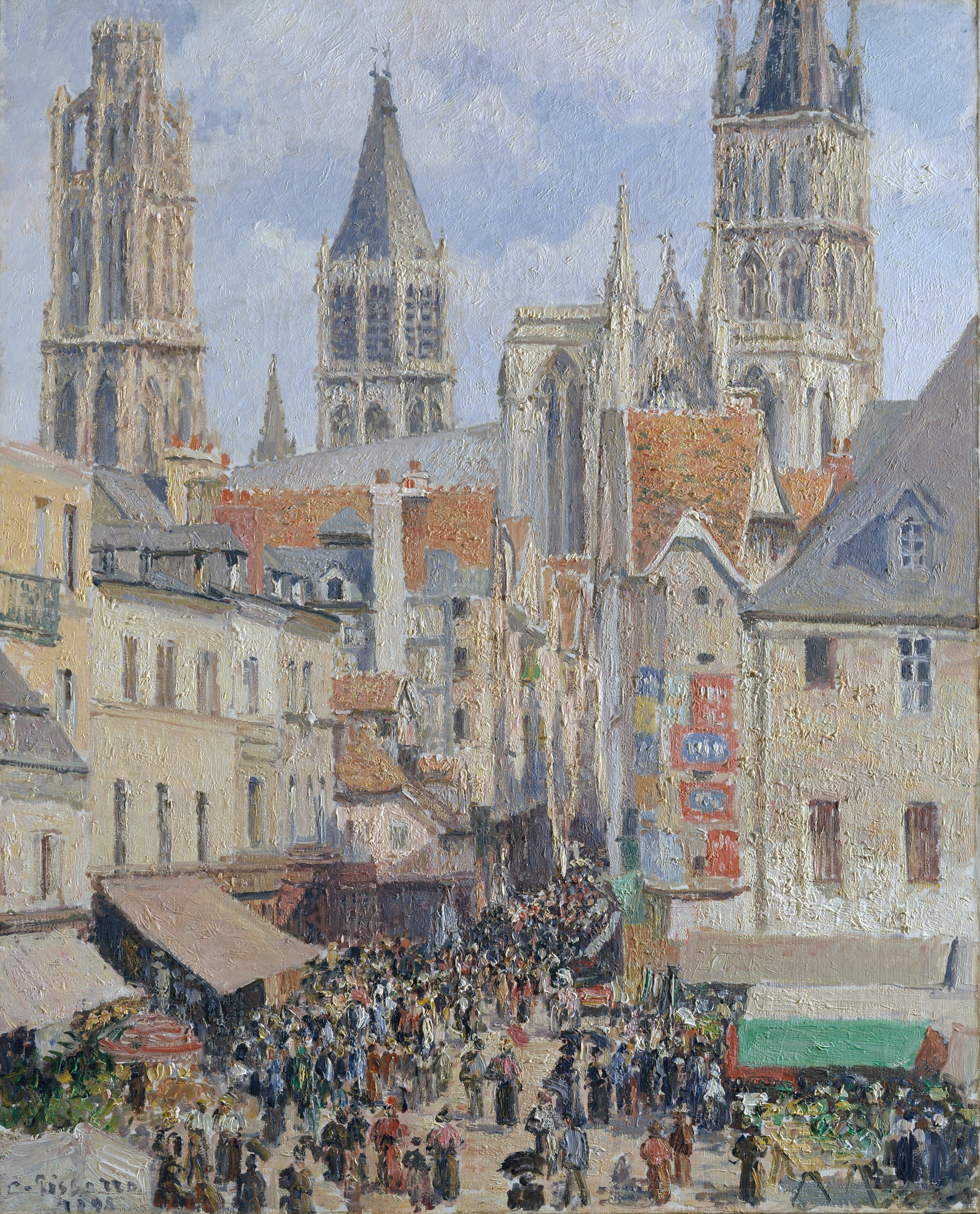
«Руан, вулиця Епісері. Ефект сонячного освітлення»
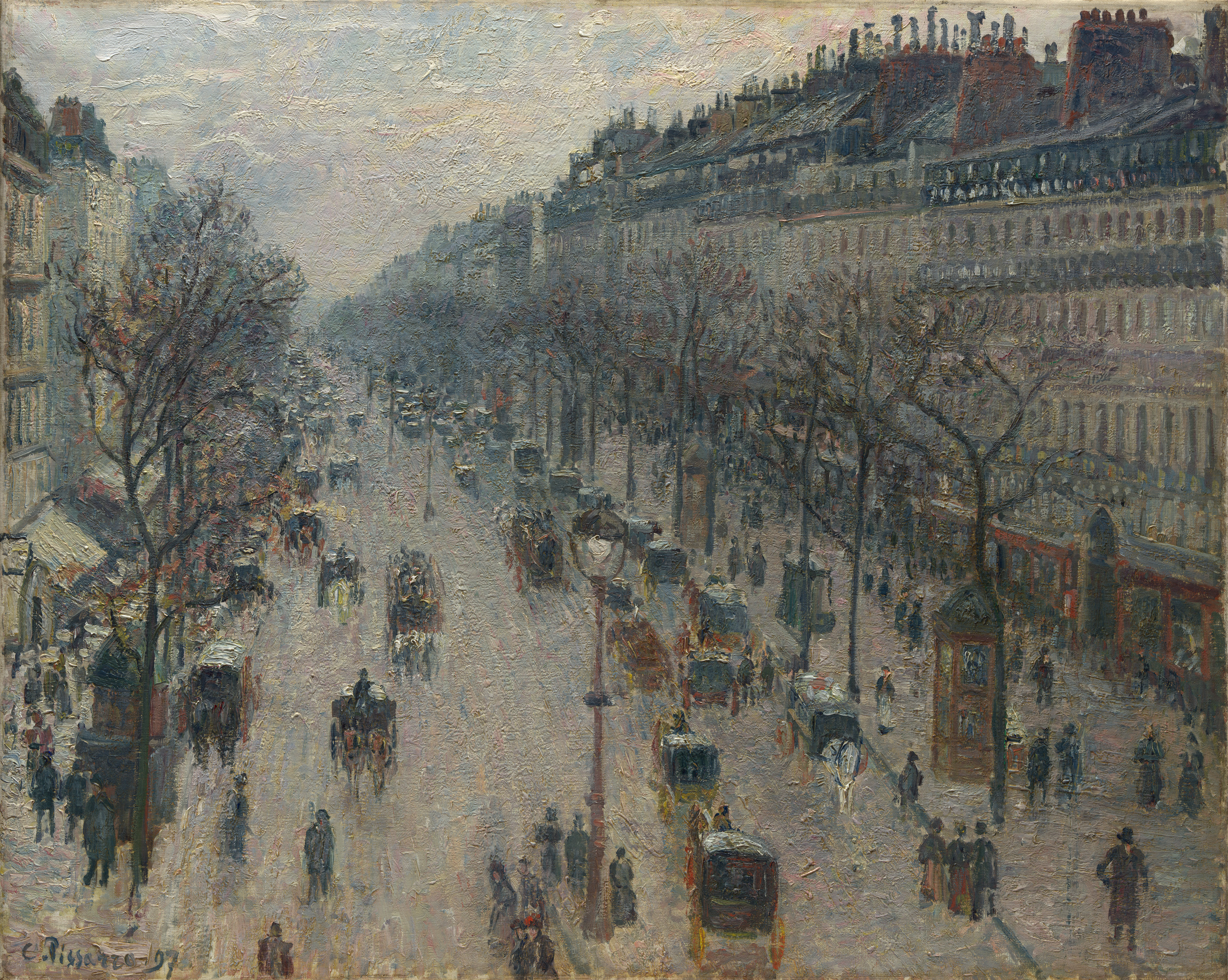
«Бульвар Монмартр. Зимовий ранок»
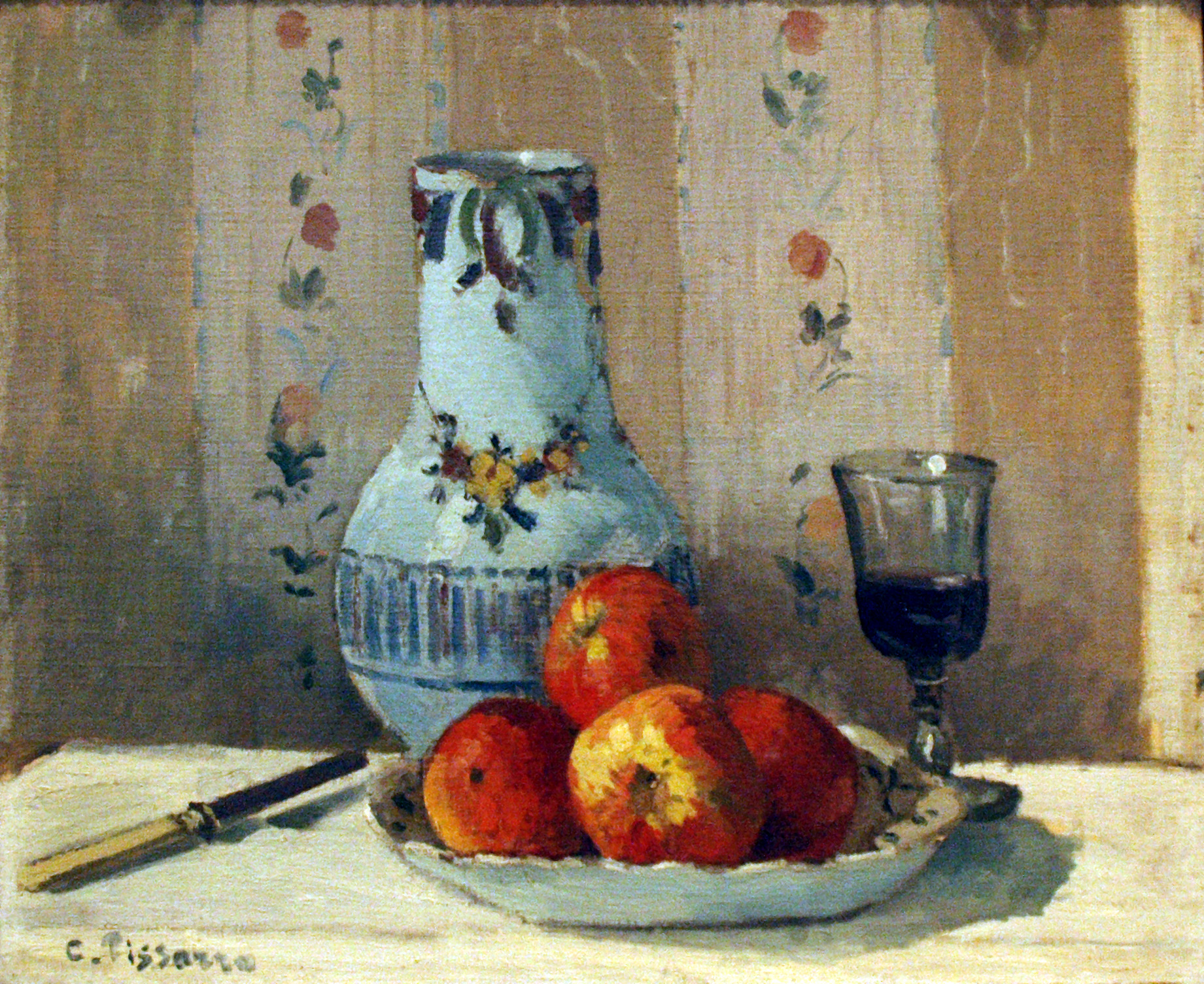
«Натюрморт з яблуками і глечиком»
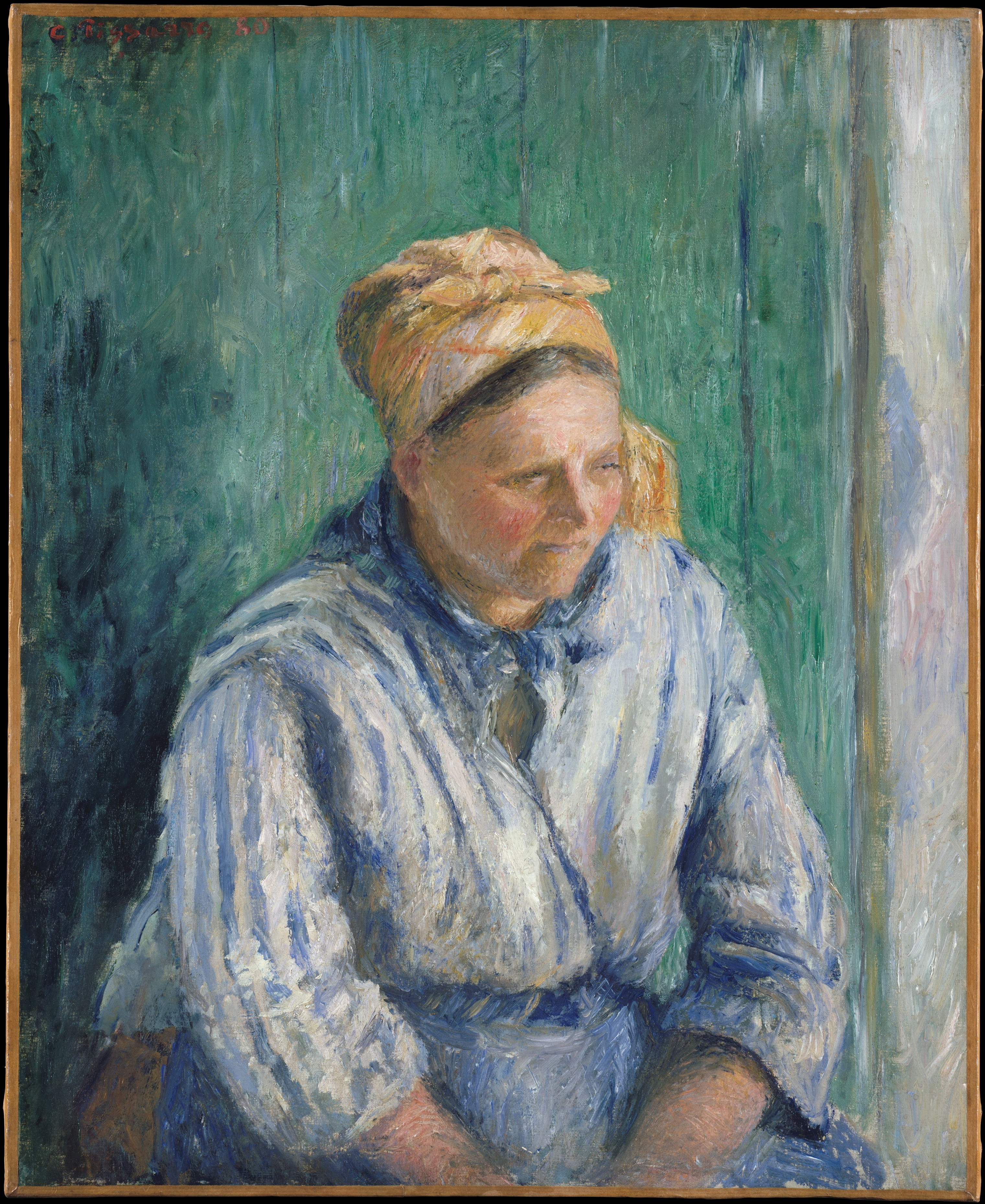
«Праля»

## Натюрморти

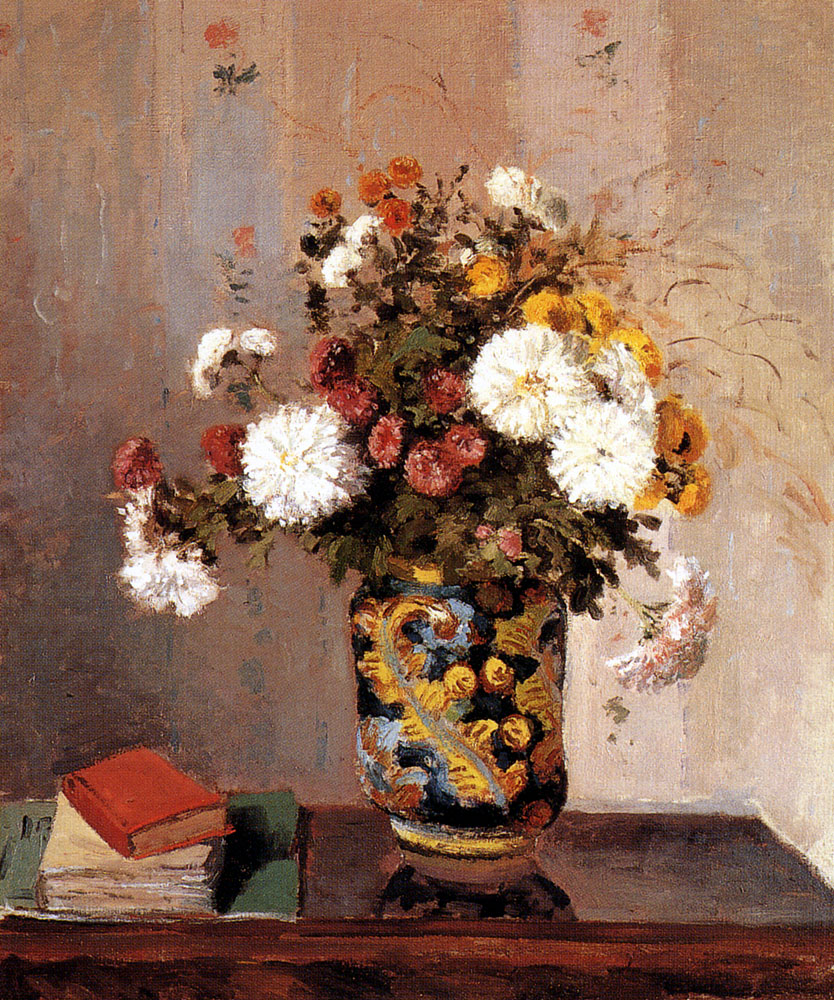
«Хризантеми в китайській вазі», 1873